# トヨタ・カローラフィールダー
カローラフィールダー（COROLLA FIELDER）は、トヨタ自動車で生産されるステーションワゴン型の乗用車である。トヨタ・カローラの派生車種（カローラシリーズ）であり、「フィールダー」の通称で呼ばれている。

## 概要
カローラツーリングワゴンの後継車にあたり、2000年（平成12年）8月のモデルチェンジに際し「カローラフィールダー」に改名された。個人需要のみならず、法人需要においても巧みに汲み取るマーケティングにより好調で、カローラシリーズ内でも高い販売比率を占めている。
2022年（令和4年）11月のホンダ・シャトルの生産終了以降、本車種は日本国内において新車で購入可能な唯一の5ナンバーサイズのステーションワゴンとなった。

## 初代（シリーズ通算9代目） E12#G型（2000年 - 2006年）
- 2000年8月28日 - カローラツーリングワゴンの後継車として販売開始。セダンより全長が20mm長く、全高が10mm（ルーフレール非装置車での場合）高く設定された。このフルモデルチェンジに伴って、ステーションワゴンモデルに「カローラフィールダー」のサブネームが与えられる。CM出演者はビートたけし（セダン同様、中期まで）・近藤真彦（セダン同様、前期のみ）・林茂波[注釈 1]・田中圭・小野伸二・上妻宏光・平井堅・木村拓哉。
  - 搭載するエンジンは、1.5 Lの1NZ-FEおよび1.8 Lの1ZZ-FE、スポーツツインカムの2ZZ-GE、2.2 Lディーゼルエンジンの3C-Eが用意され、1.8 Lモデル(2ZZ-GEエンジン車)には6速MTのスポーツワゴン仕様も用意される。登場当初はガソリンエンジン全車が「平成12年排出ガス基準25%低減レベル（G-LEV(☆)）」を達成していた。また、1ZZ-FEエンジン車のMT仕様は、日本国内のカローラシリーズにおいてはフィールダーのみに設定されていた。
- 2001年
  - 10月3日 - 一部改良。可倒式ルーフアンテナ、運転席ワイドビュードアミラー（一部グレードを除く）を新たに装備。また、一部グレードを除き、メッキ使用部位を拡大したり、ワイヤレスドアロック対応キーを2本用意するなどの改良が加えられた。
  - 11月1日 - 特別仕様車「1.5X Sリミテッド」を発売。上級グレードのSと同じグリル、ヘッドランプに加え、リアスポイラー、プライバシーガラスなどの特別装備しながらも価格を抑えた。
- 2002年
  - 5月16日 - 特別仕様車「1.5X リミテッド」と「1.5X リミテッド・ナビスペシャル」を発売。フロントドアに撥水機能付UVカットガラスを装備。また、電動格納式リモコンカラードドアミラー、LEDスリットビームストップランプ付リヤスポイラー、メッシュグリル等も装備された。また、リミテッド・ナビスペシャルにはリミテッドの装備に加え、ワイドマルチAVステーションIIと6スピーカーを装備。
  - 9月19日 - マイナーチェンジ。
    - フロントバンパー・フロントグリル・ヘッドランプのデザインを変更。フロントグリルとヘッドランプはノーマルグレード（X、X・Gエディション）とスポーティーグレード（S、Z・エアロツアラー）で異なるデザインとした。さらに、スポーティグレードには内装の一部を黒木目調の装飾を施した。メーターもシルエットメーターからブルーグラデーションメーターに変更するとともに認識性を高めるために数字を大きくした。また、Z・エアロツアラーのオプティトロンメーターの照明を赤から白に変更。
    - 環境性能が向上し、ガソリン車全車が「超-低排出ガス」認定を受けた。サスペンションはショックアブソーバーを改良し、操舵性・走行安定性・乗り心地を向上させた。なお、特別仕様車の「1.5X リミテッド」と「1.5X リミテッド・ナビスペシャル」もスポーティタイプのグリルに変更した新仕様で発売された。
- 2003年
  - 4月22日 - 1.8Sをベースにカラードフロントスポイラー、カラードサイドマットガード、15インチタイヤ&アルミホイールを特別装備し、よりスポーティな外見にしつつ、価格を抑えた特別仕様車「1.8S リミテッド」を発売。
  - 9月2日 - 特別仕様車「1.5X リミテッド・ナビスペシャル」を発売。基本的な特別装備は2002年9月に発売されたものと共通。
- 2004年
  - 4月27日 - マイナーチェンジ。
    - ラジエターグリルのデザインを除くフロントまわりをセダンと同一化。ディスチャージヘッドランプにはオートレベリングシステムが追加されたほか、内装も変更され、上級グレードのメーターにマルチインフォメーションディスプレイが加えられた。また、ウィンドシールドガラスは赤外線もカットする物になり、撥水機能付フロントガラスと電動格納式リモコンカラードドアミラーが全車標準装備になった。
    - 2ZZ-GE（1.8 L）車と1ZZ-FE（1.5 L）MT車を除いて環境性能が向上し、「平成17年基準排出ガス50%低減レベル（U-LEV(☆☆☆)）」を達成するとともに、1NZ-FE（1.5 L）エンジン搭載の2WD車は「平成22年度燃費基準+5%」も同時に達成し、SRSカーテンシールドエアバッグをオプション設定にて追加した。さらに、2ZZ-GE（1.8 L）エンジン搭載車はサスペンションを10mmローダウンし、サスペンションタワーにパフォーマンスダンパーを組み込んだことで、車体のたわみが適切にコントロールされ、操舵性・走行安定性が向上した。
    - このマイナーチェンジに伴い、3C-E型2.2 Lディーゼルエンジン搭載モデルが廃止された。

  - 9月2日 - 1.5Xをベースとした特別仕様車「1.5X HIDスポーツセレクション」を発売。
    - ディスチャージヘッドランプ、オートエアコン、UVカット機能付プライバシーガラスを装備し、よりスポーティな外観とした。

  - 12月1日 - 一部改良。1.5 L・2WD・4速AT車の排出ガスをクリーン化し、「平成17年基準排出ガス75%低減レベル（SU-LEV(☆☆☆☆)）」を達成。
- 2005年
  - 5月24日 - 1.5Xをベースに、ディスチャージヘッドランプ、専用木目調インパネクラスター、ドアスイッチベースを装備した特別仕様車「1.5X HIDリミテッド」を発売。
  - 12月27日 - カローラシリーズの生誕40周年を記念し、特別仕様車1.5X HID 40thアニバーサリーリミテッド、1.8S 40thアニバーサリーリミテッドを発売。
- 2006年10月9日 - E120G型フィールダー販売終了。

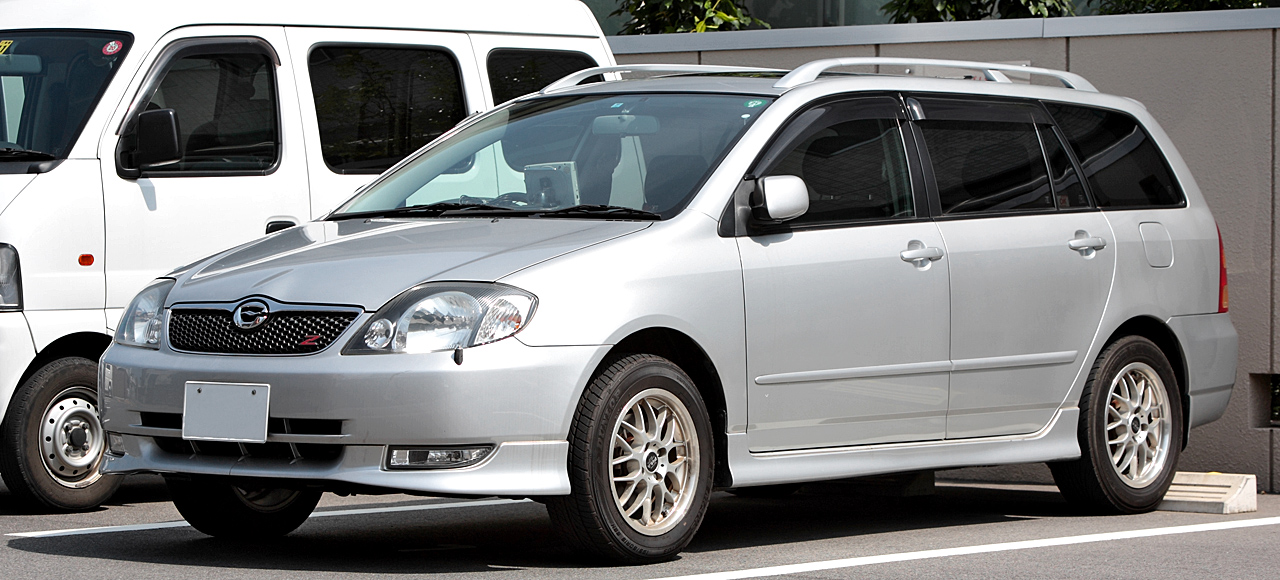
2000年8月初期型 1.8 Z エアロツアラー（ZZE123G）
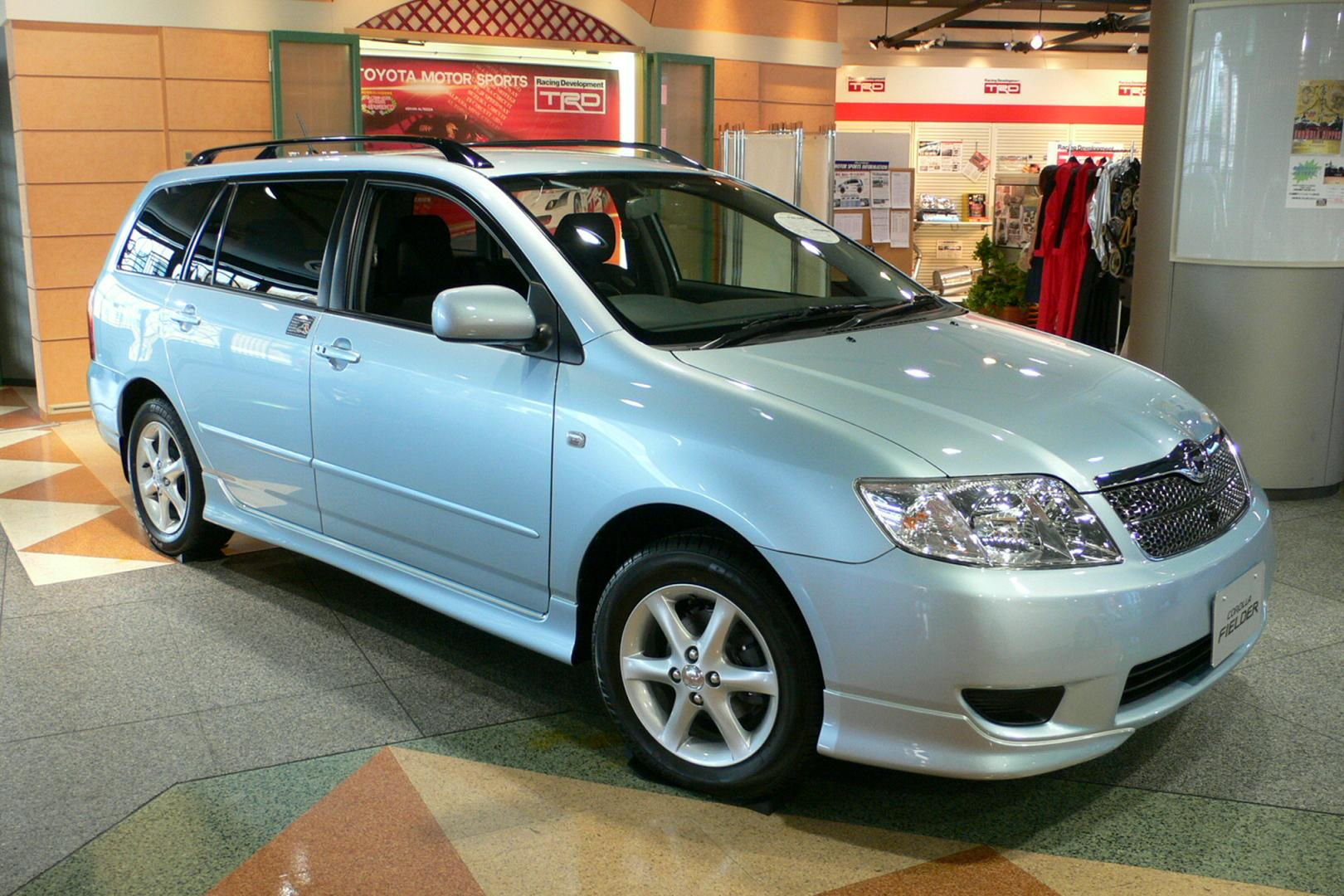
2004年4月改良型 1.8 S エアロツアラー（ZZE122G）
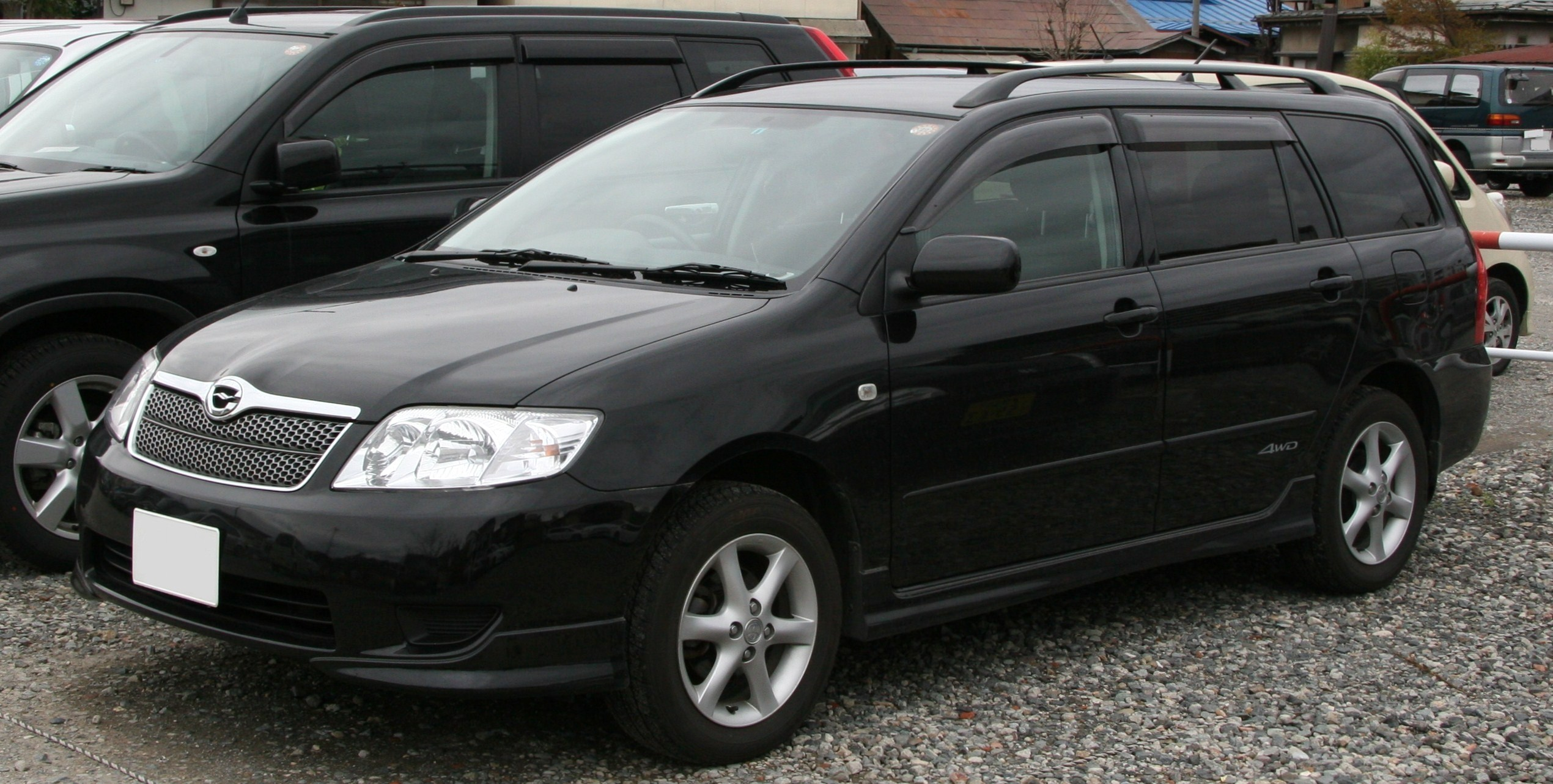
2004年4月改良型 1.8 S 40thアニバーサリーリミテッド（ZZE122G）
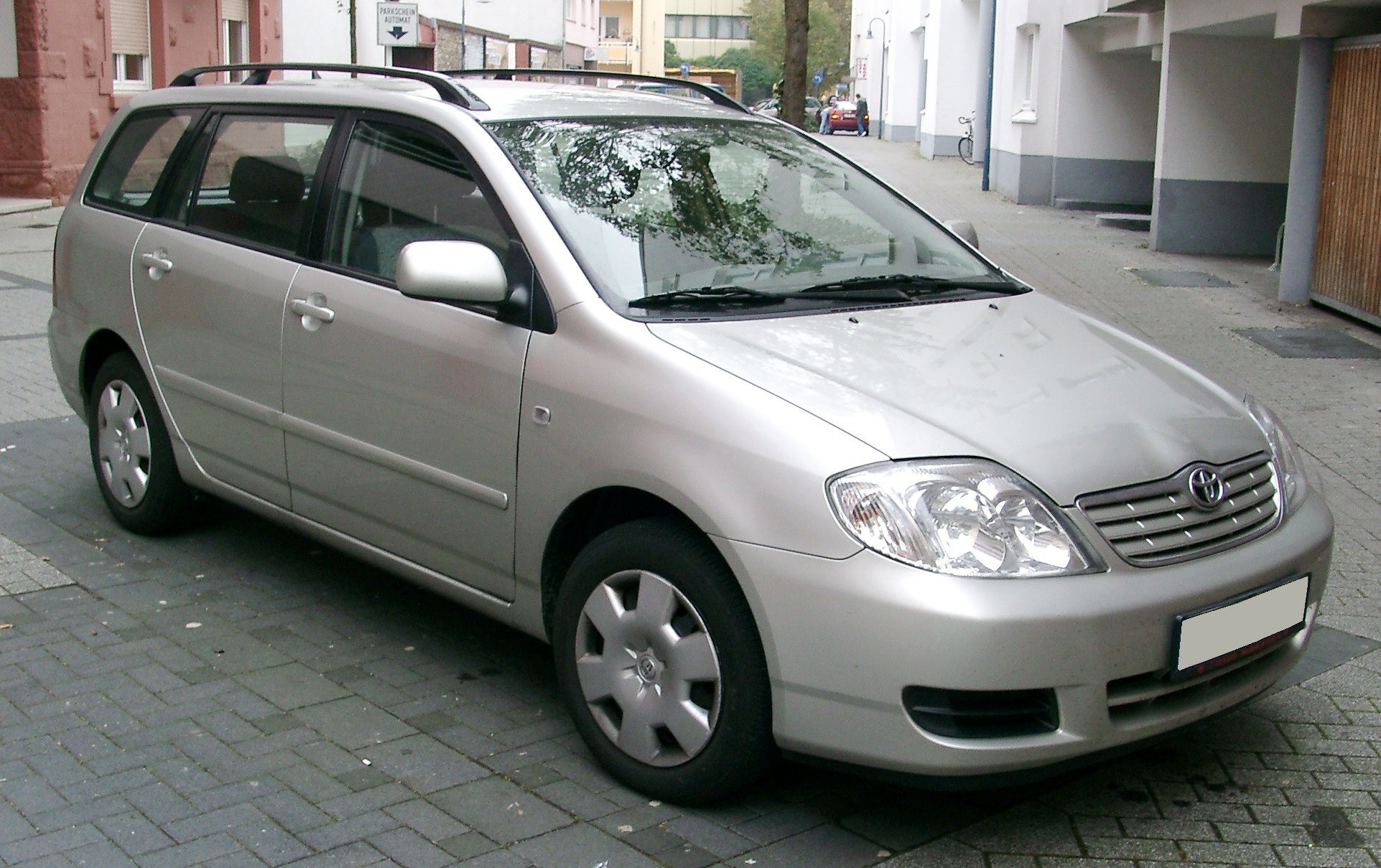
欧州仕様 1.4 L D4D（NDE121LW）後期型
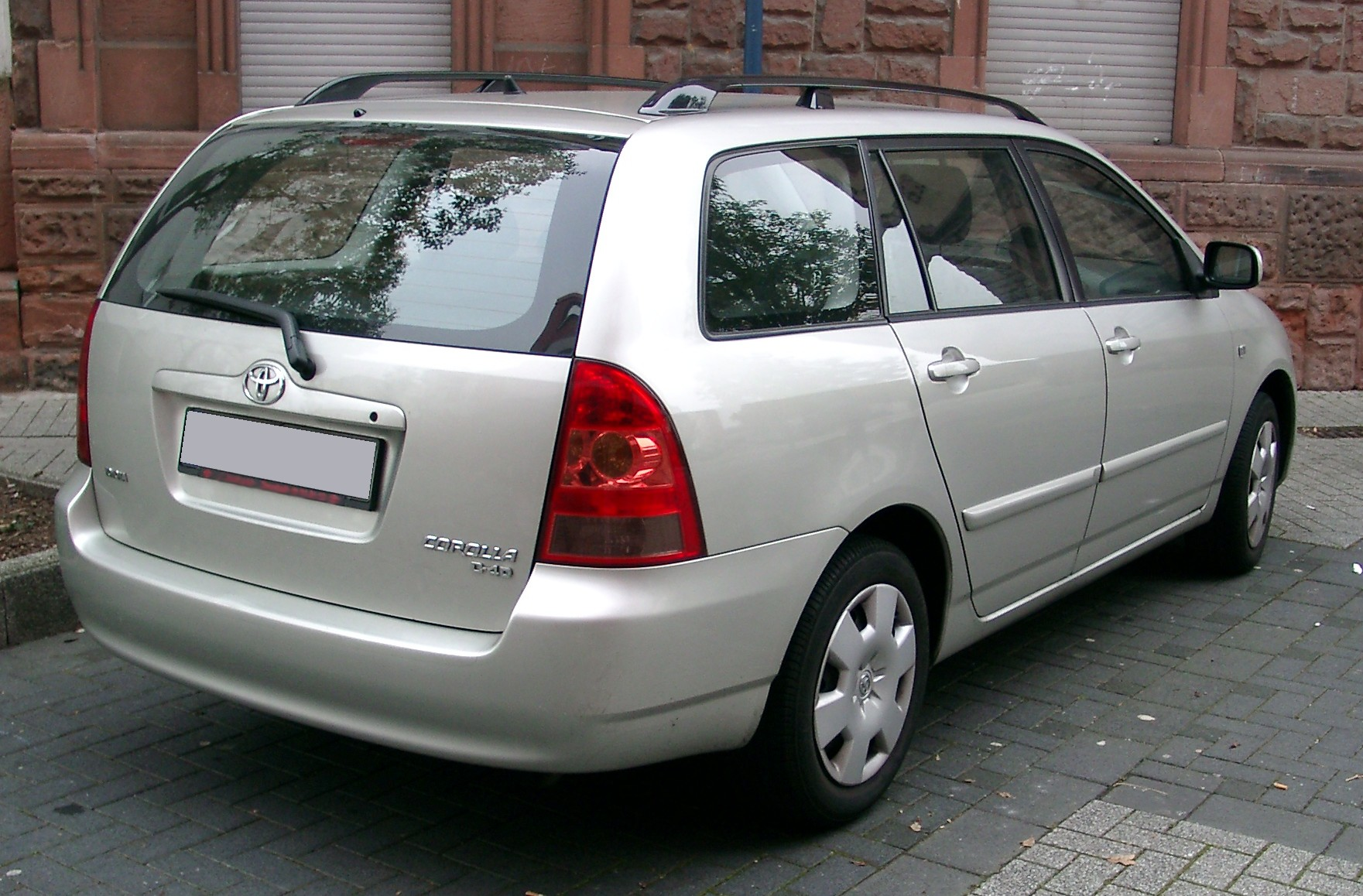
欧州仕様 1.4L D4D（NDE121LW）後期型 後
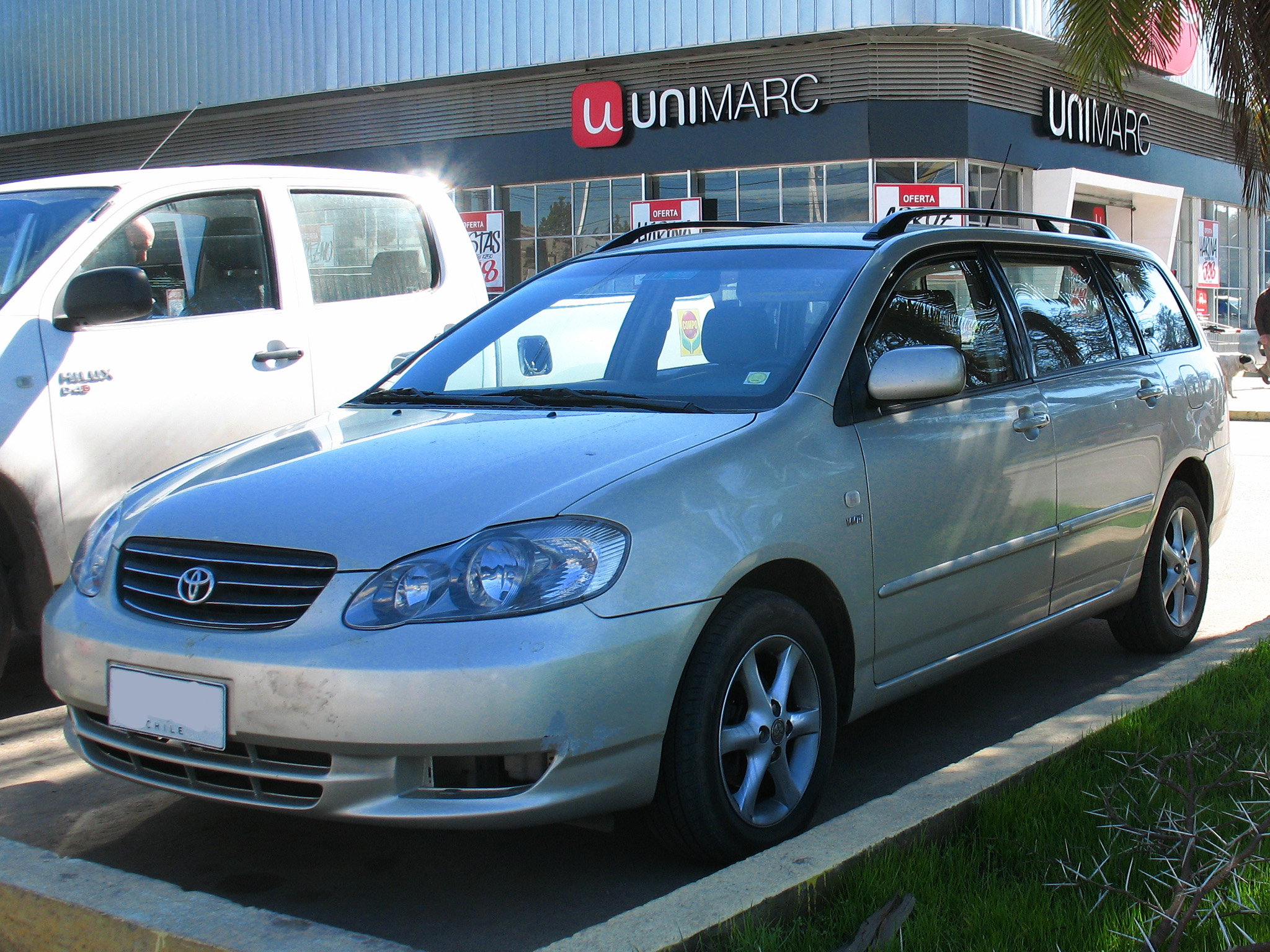
南アメリカ仕様
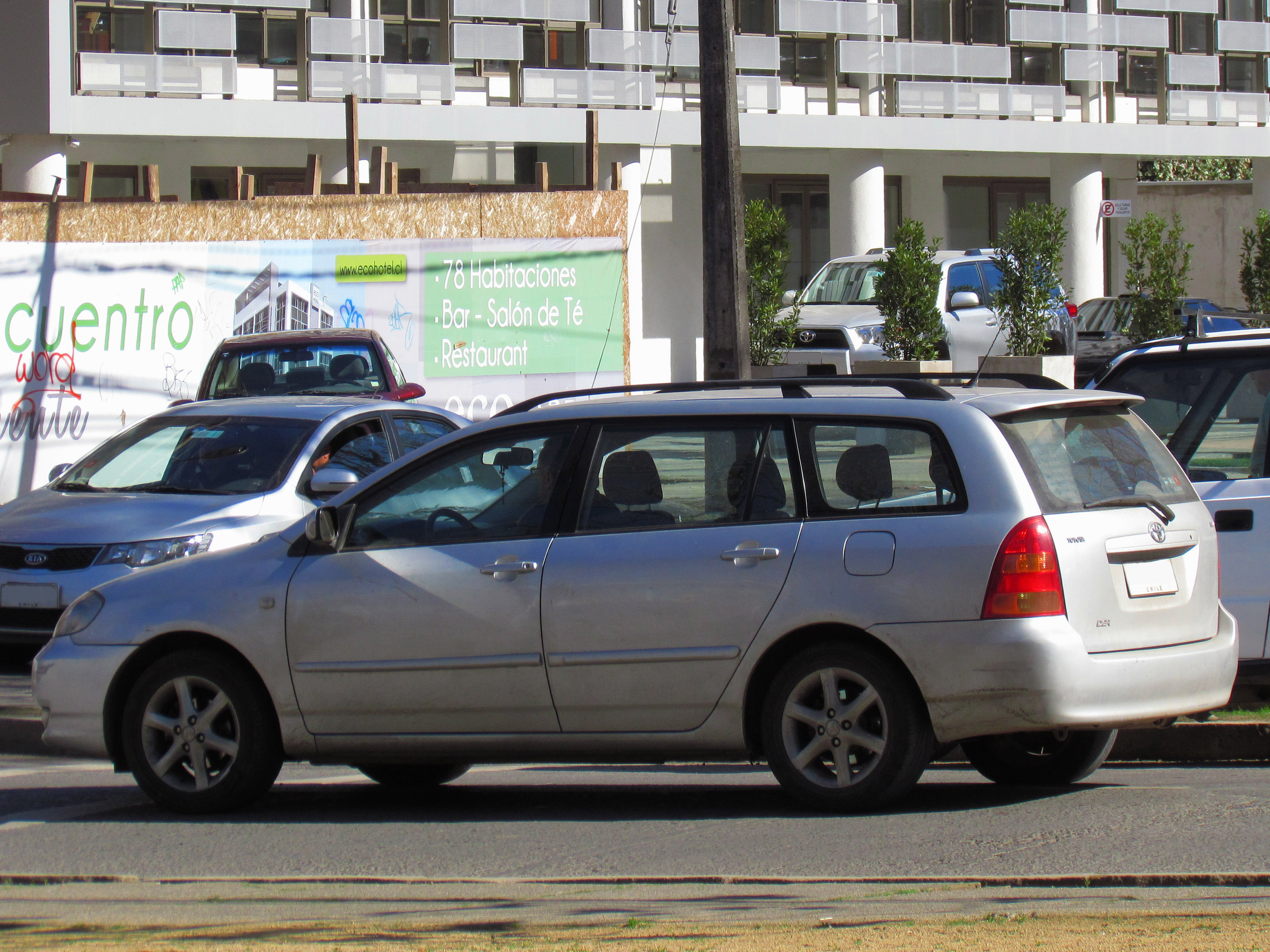
南アメリカ仕様 後
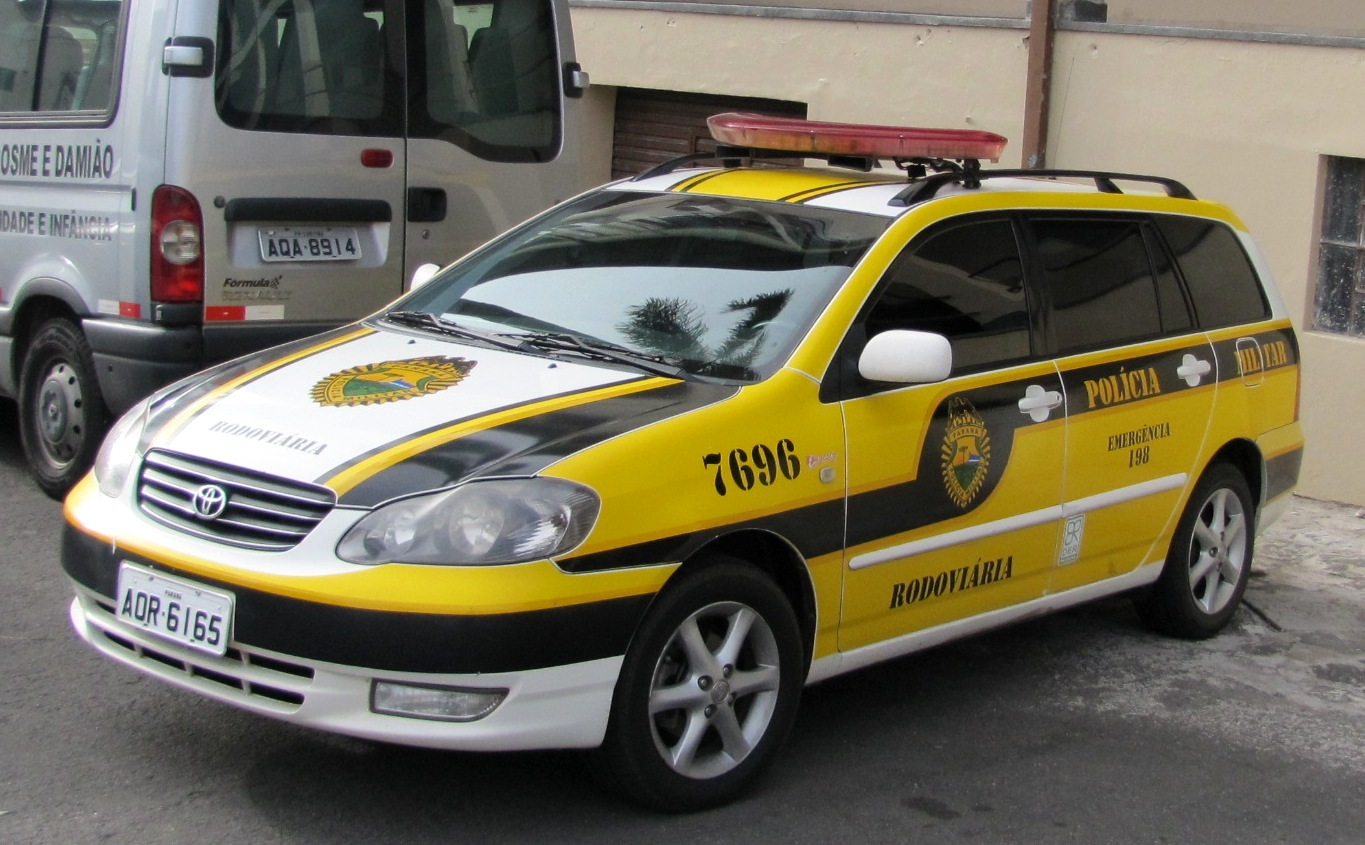
南アメリカ仕様（パトカー）

## 2代目（シリーズ通算10代目） E14#G型（2006年 - 2012年）
- 2006年10月10日 - フルモデルチェンジ。4ドアセダンのトヨタ・カローラアクシオと同時発売。国内目標月間販売台数は6,000台（アクシオと合わせて12,000台）と発表。CM出演者は初代に引き続き木村拓哉。
  - ラゲージルームからワンタッチでフルフラットにできるダブルフォールディング機能を採用した世界初の「ワンタッチ格納リヤシート」を全車に標準装備。1.8Lエンジンは2ZR-FE型に仕様変更され、トランスミッションも4速ATに替わって、Super CVT-iとなった。これにより「平成17年基準排出ガス75%低減レベル（SU-LEV(☆☆☆☆)）」を全車で達成するとともに1.5Lの2WD・CVTモデルと4WDモデル全車は「平成22年度燃費基準+10%」を同時に達成した。
  - 先代のプラットフォームを改良し、5ナンバー規格を維持した日本国内専用モデルであるが、ニュージーランドのみに輸出されている[注釈 2]。また、国内専用のカローラシリーズはこの代よりフィールダーから先行開発されており、エクステリアデザイン、インテリアデザインもフィールダーから先にデザインされている[4]。
- 2007年8月22日 - 1.5Xをベースにプロジェクター式ディスチャージヘッドランプ、LEDスリットビームストップランプ付リヤスポイラー、UVカット機能付プライバシーガラスを特別装備した特別仕様車1.5X HID SELECTIONを発売。
- 2008年
  - 4月24日 - 1.5Xをベースにプロジェクター式ディスチャージヘッドランプや花粉除去モード付オートエアコン等を装備した特別仕様車1.5X Special Editionを発売。
  - 10月28日 - マイナーチェンジ。フロントのグリル・バンパー・ヘッドランプ、リヤコンビネーションランプのデザインを変更。XとSのAEROTOURER（エアロツアラー）には専用のフロントグリル・クリアテールランプと専用のフロントスポイラーが採用された。また、装備の一部厳選を行ったことで、希望小売価格が全グレードで数千円（「1.5 X」FF・5MT車）〜数万円（「1.5 X G Edition」FF・CVT車）程度値下げされた。
- 2009年10月5日 - 一部改良。同時に特別仕様車「1.5 X HID Limited」及び「X202」を追加。
  - 1.5Lの2WD・CVTモデル全車において、エンジン・トランスミッション・オルタネーターの制御を改良し、燃費を向上（0.6km/L向上）。これにより、「平成22年度燃費基準+15%」を達成した。このうち、「1.5 X G EDITION」には、サイドターンランプ付ドアミラーの標準装備が復活し、「1.5 X AEROTOURER」には、新たに花粉除去モード付オートエアコン＆プッシュ式ヒーターコントロールパネルや、クリーンエアフィルター（花粉除去タイプ）などを採用している。
  - 「HID Limited」は、プロジェクター式ディスチャージヘッドランプ（ロービーム・オートレベリング機能付）や花粉除去モード付オートエアコン＆プッシュ式ヒーターコントロールパネル、コンライト、LEDスリットビームストップランプ付リヤスポイラーやUVカット機能付プライバシーガラス（リヤドア・リヤクォーター・バックドア）、4スピーカー（前後ドア）などを特別装備した。
  - 「X202」は、「1.5 X」のCVT車をベースに「1.5 X AEROTOURER」の装備及び専用の内外装を与えられた。「X202」の”X”はベースとなったグレード、”202”はボディーカラーのコードナンバー「202（レイヤードブラック）」に由来する。専用フロントグリル、メッキアウトサイドドアハンドル、ハイグロス調アルミホイールを採用し、特別色「レイヤードブラック」等を設定した。インテリアでは合成皮革のシート表皮・ドアトリム・コンソールボックスのほか、ピアノブラック塗装のセンタークラスターやパワーウィンドウスイッチベース、インサイドドアハンドルを装備。ホワイトの専用シートベルトに加え、シートにホワイトパイピング、フロアマットと本革巻き3本スポークステアリングホイール、シフトノブにホワイトステッチをあしらうことで、アクセントのある内装デザインとしている。
- 2010年
  - 3月2日 - 特別仕様車「1.5 X HID Limited」の2WD・5MTモデルをベースにオートエアコン、本革巻き3本スポークステアリング、エアロパーツ、195/55R16 87Vラジアルタイヤ・16インチアルミホイール、専用スポーツサスペンションなどが追加装備し、インタークーラーおよび専用ECU、IHI製ターボチャージャーなどが装着された1NZ-FE型エンジンを搭載したTRDオリジナルのコンプリートカー「カローラフィールダー "GT"（TRD Turbo）」を発表。同年4月26日より発売開始[注釈 3]。なお、「 "GT"（TRD Turbo）」の発売に伴い、1.8L・2WD車をベースに吸排気系や足回りをチューニングした架装車両の「Sports M」は廃止された。
  - 4月26日 - 一部改良。
    - 1.5L・2WD・CVT車においてエンジン・トランスミッション制御の最適化などを実施。1.8L車は新世代エンジン動弁機構「バルブマチック」を搭載した2ZR-FAE型に置き換え、燃費を向上（1.5L・2WD・CVT車は1.4km/L、1.8L・2WDモデルは1.8km/L、1.8L・4WD車は1.2km/Lそれぞれ向上）。これにより1.5L・2WD・CVTモデルは「平成22年度燃費基準+25%」、1.8L・2WD車は「平成22年度燃費基準+15%」、1.8L・4WD車は「平成22年度燃費基準+20%」をそれぞれ達成した。
    - 特別仕様車「1.5 X HID Limited」を含む1.5L・2WDモデル全てのタイヤサイズが変更され（195/65R15 91S → 185/65R15 88S）、1.8L車はステアリングオーディオスイッチを追加し操作性を向上。また、「S」をベースに「S"AEROTOURER"」の装備と「X"202"」と同じ「レイヤードブラック」の専用ボディカラーや黒を基調とした外内装を施した特別仕様車「S"202"」を発売。
- 2011年
  - 5月20日 - トヨタカローラ店のチャネル創立50周年を記念した特別仕様車「1.5X"Light"」を発表（6月7日販売開始）。
    - 「1.5X」をベースに、メッシュタイプフロントグリル、カラードフロントスポイラー、LEDスリットビームストップランプ付リヤスポイラー、UVカット機能付プライバシーガラス（リヤドア、リヤクォーター、バックドア）、サイドターンランプ付電動格納式リモコンカラードドアミラー（ヒーター付レインクリアリングミラー）、オートエアコン（花粉除去モード付）&プッシュ式ヒーターコントロールパネルを装備し、ブラックパネル&高輝度シルバー加飾のセンタークラスターとブルー×ブラック・ブルーパイピング入りの専用シート表皮を採用した"Light"の名称にふさわしい明るく軽快なイメージを持つ仕様である。ボディカラーは特別設定色のライトブルーマイカメタリックを含む5色を設定した。

  - 10月12日 - 「1.5X」をベースとした特別仕様車「X"HID Extra Limited"」を発売。
    - プロジェクター式ディスチャージヘッドランプ（ロービーム・オートレベリング機能、コンライト（ライト自動点灯・消灯システム）付）を特別装備するとともに、スマートエントリー&スタートシステム、盗難防止システム（エンジンイモビライザーシステム）、花粉除去モード付オートエアコン&プッシュ式ヒーターコントロールパネル、運転席・助手席バニティミラー付サンバイザー（運転席チケットホルダー付）を採用し、利便性・快適性能を向上。さらに、LEDスリットビームストップランプ付リアスポイラー、UVカット機能付プライバシーガラス（リヤドア・リヤクォーター・バックドア）等を装備。ボディカラーは専用色のホワイトパールクリスタルシャイン（オプションカラー）を含む5色を設定。
- 2012年
  - 3月 -「カローラフィールダー "GT"（TRD Turbo）」の受注を終了。
  - 5月10日 - 2代目フィールダー販売終了。ただし1.5L 2WDのCVT車のみ同年6月10日販売終了。

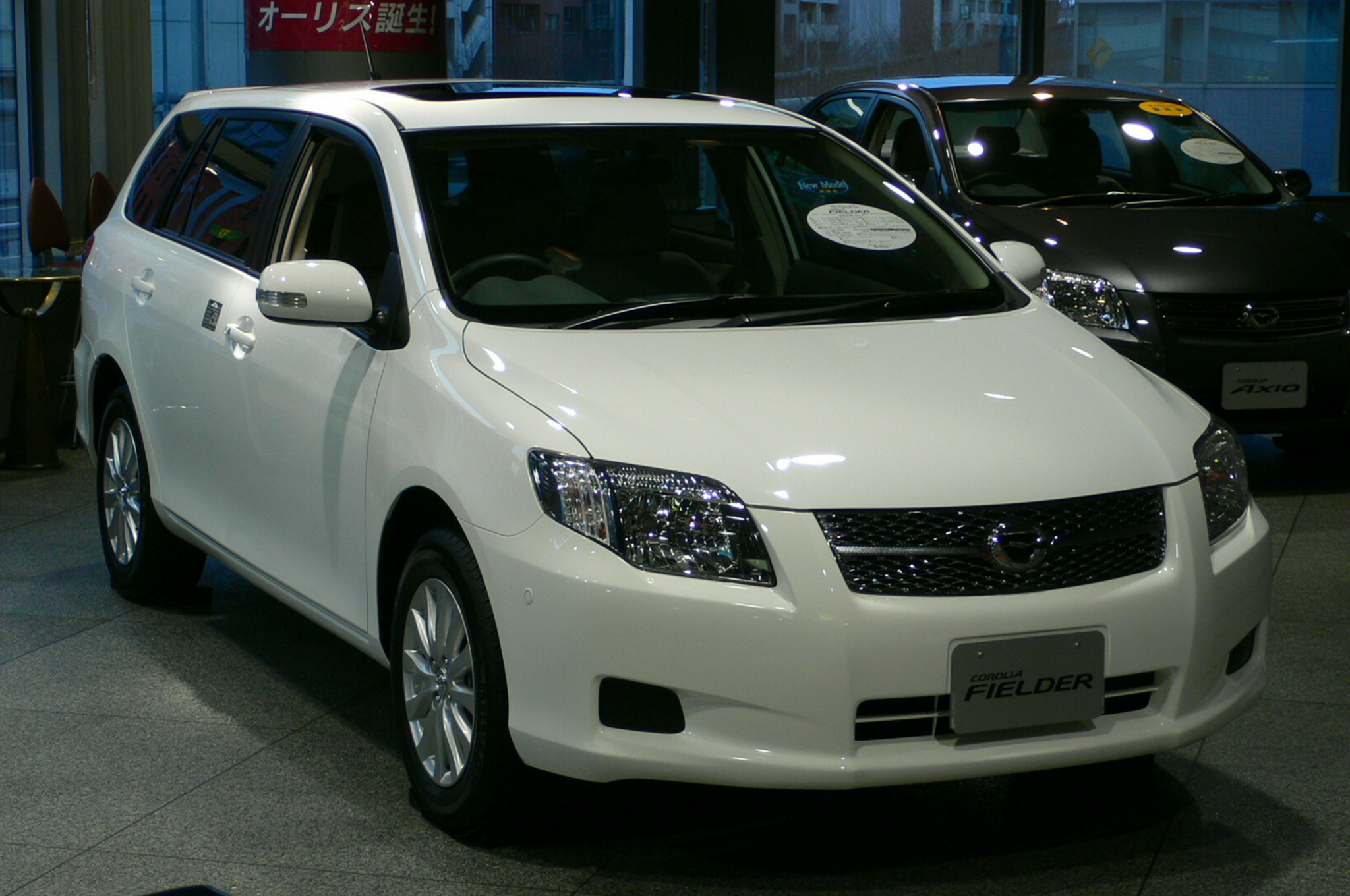
2006年10月初期型 1.5 X
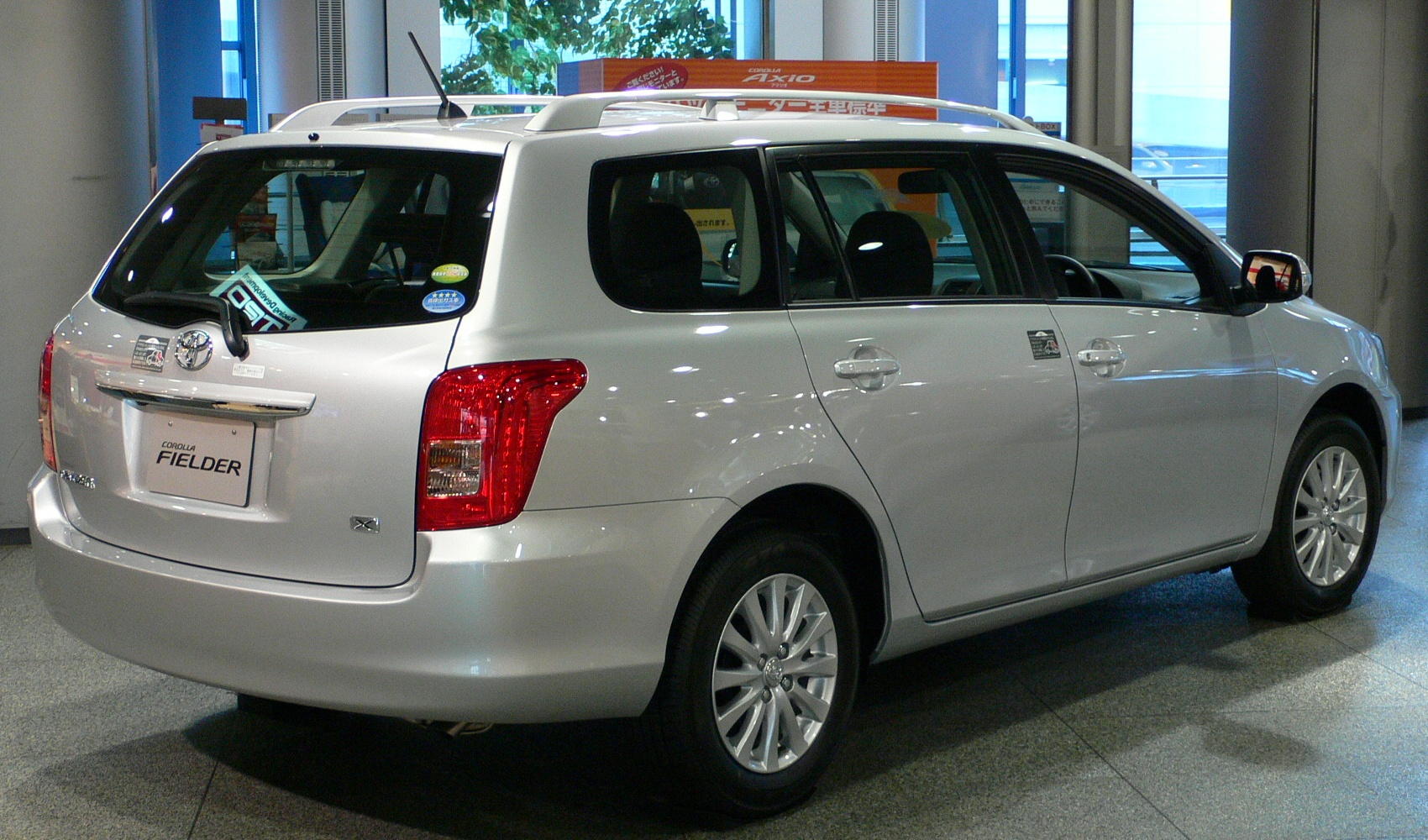
2006年10月初期型 1.5 X 後
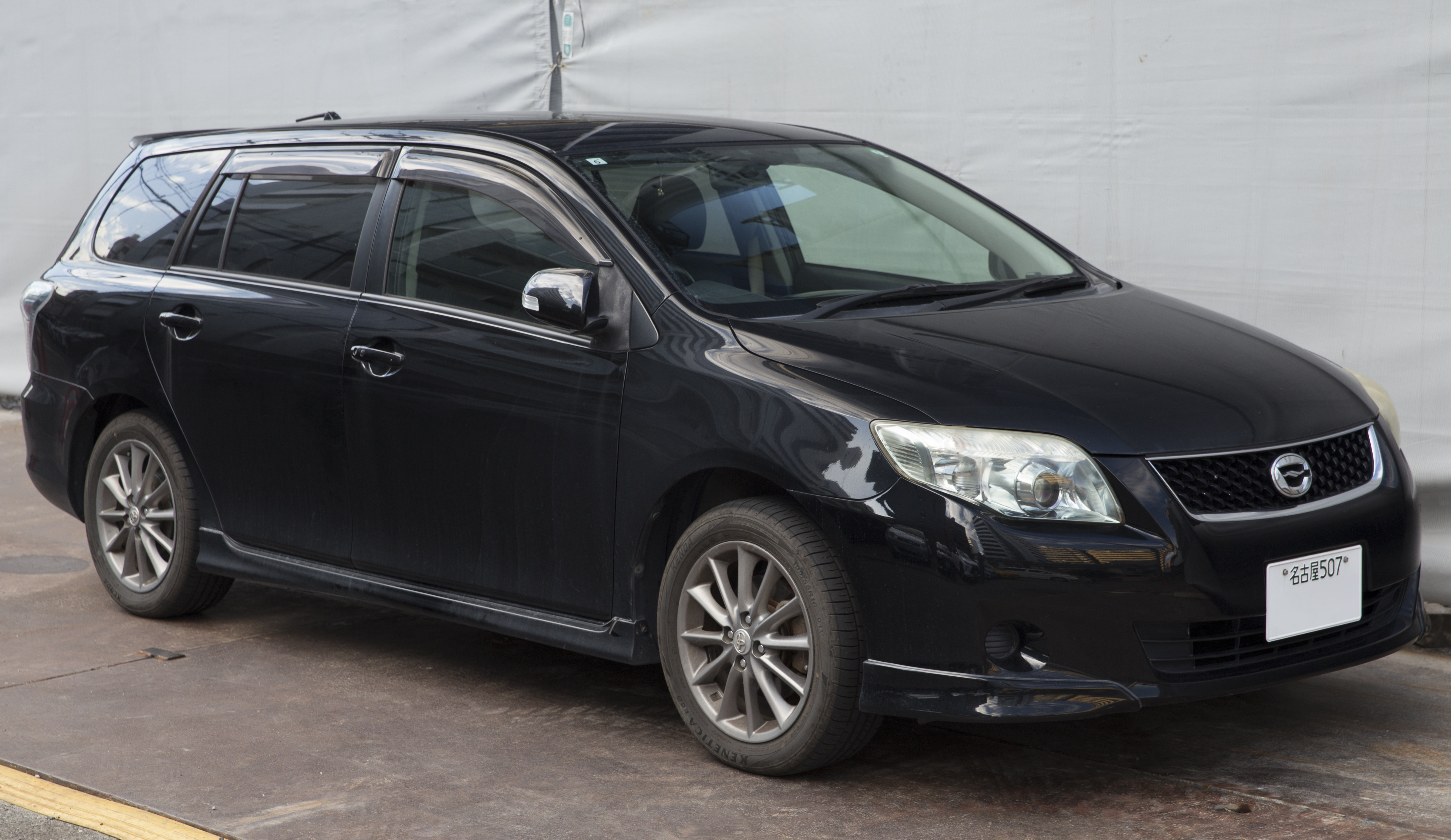
2008年10月改良型 X202
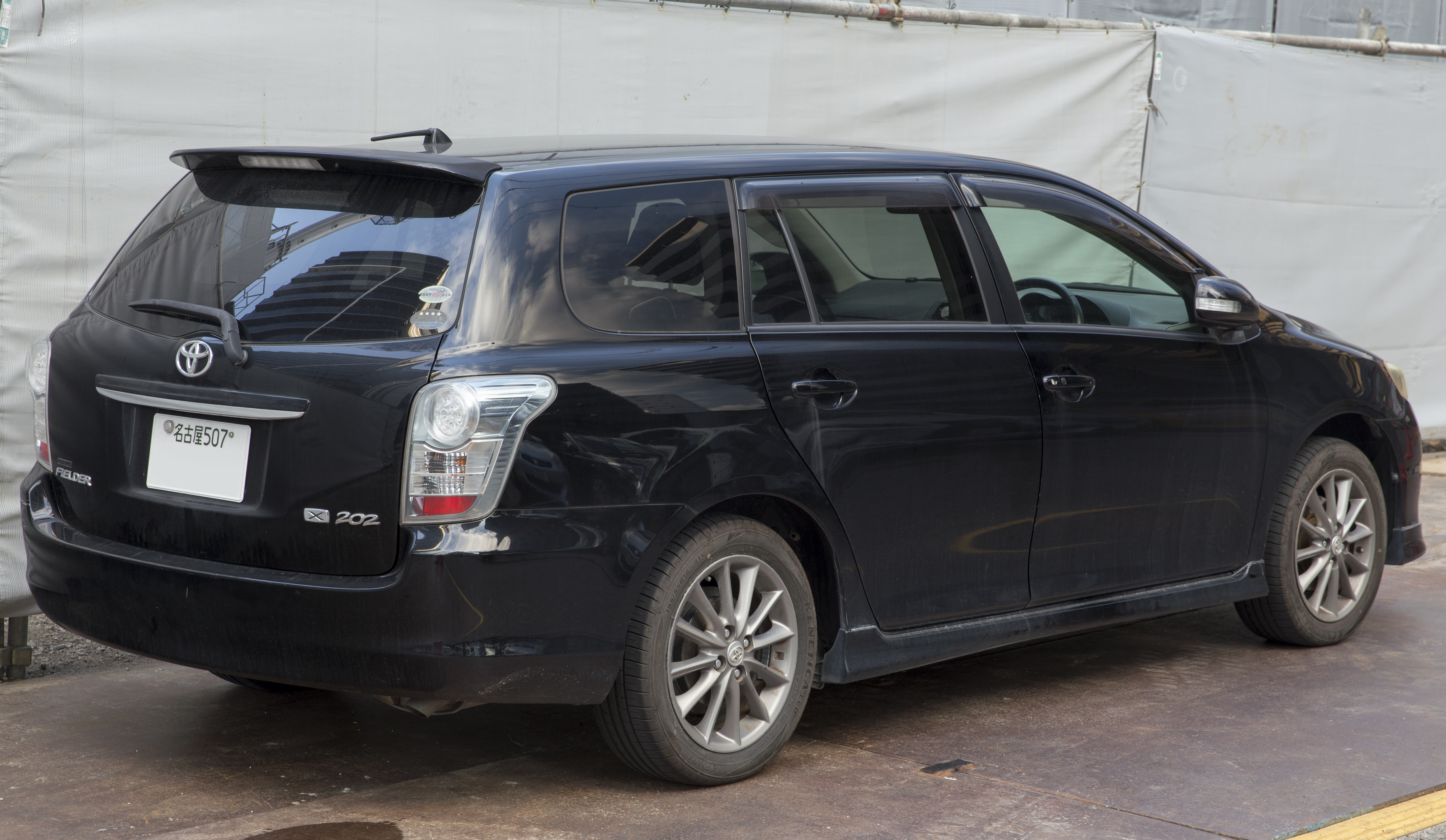
2008年10月改良型 X202 後

## 3代目（シリーズ通算11代目） E16#G型（2012年-）
4ドアセダンの2代目カローラアクシオと同時発売された。生産拠点は今回よりセントラル自動車（現・トヨタ自動車東日本）が担当。歴代モデル同様法人需要が多いほか、自衛隊には業務車2号として導入されている。

### ボディ
日本国内向けは、本代からコスト削減および小型・軽量化を理由として、これまでのMCプラットフォームから、ヴィッツ系に用いられるBプラットフォームに変更された。全長を先代に比べ60mm短縮しつつ、Aピラーを100mm後退させ、リア膝前スペースを40mm拡大。併せて、荷室長も90mm拡大された。またボディのCd値は0.29を達成しているが、これは先代のE140G型に対しピラーがある程度寝かされた形状になっているため。結果的にショートワゴン、あるいはリアオーバーハングの延びた5ドアハッチバックにより近いスタイリングとなっている。
| 販売期間              | 全長  | 全幅  | 軸間距離 | 仕様                          | 仕様                                        | 全高          |
| --------------------- | ----- | ----- | -------- | ----------------------------- | ------------------------------------------- | ------------- |
| 2012年5月- 2015年3月  | 4,360 | 1,695 | 2,600    | 通常型                        | 1.5X（2WD車） 1.5G（2WD車） HYBRID HYBRID G | 1,475 - 1,505 |
| 2012年5月- 2015年3月  | 4,360 | 1,695 | 2,600    | 通常型                        | 1.8S                                        | 1,465 - 1,495 |
| 2012年5月- 2015年3月  | 4,360 | 1,695 | 2,600    | 通常型                        | 1.5X（4WD車） 1.5G（4WD車）                 | 1,500 - 1,530 |
| 2015年3月- 2017年10月 | 4,400 | 1,695 | 2,600    | 特別仕様車 "AEROTOURER" "W×B" | 2WD車/ハイブリッド車： 2015年3月-           | 1,510         |
| 2017年10月-           | 4,410 | 1,695 | 2,600    | 特別仕様車 "AEROTOURER" "W×B" | 4WD車： 2015年3月-2019年8月                 | 1,535         |

### パワートレイン
1.5 L車は従来通り1NZ-FE型を搭載するが、燃費改善や低フリクション化などの大幅な改良が行われ、同時にCVT車は素早いレスポンスとエンジンとの統合制御により燃費性能を高めた新型「Super CVT-i」を搭載。これらにより、1.5L・2WD・CVT車は平成27年度燃費基準を達成。併せて1.5 L・2WD・CVT車にはアイドリングストップ機能「Toyota Stop & Start System」をメーカーオプションに設定。「平成27年度燃費基準+10%」を達成した。
1.8 L車は2ZR-FAE型を改良。ポンピングロス低減とフリクション低減を図ったことで燃費を大幅に向上。CVTとの協調制御を強化したことで加速性能も高めた。さらに、車両のGセンサーから減速度や旋回度を判断し、コーナー入口でシフトダウンし、コーナリング中の不要なシフトアップを抑えるG AI-SHIFT制御付CVTスポーツモードを新たに採用した。
2015年のマイナーチェンジでは、1.5 Lガソリン・2WD・CVT車はハイブリッド車に採用されているアトキンソンサイクルやVVT-iEを搭載した2NR-FKE型に置換し、オプション設定となっていた「Stop & Start System」を標準装備化。ハイブリッド車もハイブリッドシステムの高効率化により燃費を向上し、1.5 Lガソリン・2WD・CVT車は「平成32年度燃費基準」、ハイブリッド車は「平成32年度燃費基準+20%」をそれぞれ達成した。
| エンジン・ 電気モーター | 排気量 (cc)      | タイプ                                            | 変速機           | 最高出力 (kW (PS)/rpm) | 最大トルク (Nm (kgm)/rpm)  | 備考                        |                  |
| ガソリンエンジン        | ガソリンエンジン | ガソリンエンジン                                  | ガソリンエンジン | ガソリンエンジン       | ガソリンエンジン           | ガソリンエンジン            | ガソリンエンジン |
| ----------------------- | ---------------- | ------------------------------------------------- | ---------------- | ---------------------- | -------------------------- | --------------------------- | ---------------- |
| 1NZ-FE型                | 1,496            | 直列4気筒 DOHC 16バルブ VVT-i                     | 5速MT            | 80 (109) / 6,000       | 138 (14.1) / 4,400         | 2WD車：2012年5月-           |                  |
| 1NZ-FE型                | 1,496            | 直列4気筒 DOHC 16バルブ VVT-i                     | Super CVT-i      | 80 (109) / 6,000       | 136 (13.9) / 4,800         | 2WD車： 2012年5月-2015年3月 |                  |
| 1NZ-FE型                | 1,496            | 直列4気筒 DOHC 16バルブ VVT-i                     | Super CVT-i      | 76 (103) / 6,000       | 132 (13.5) / 4,800         | 4WD車：2012年5月-           |                  |
| 2NR-FKE                 | 1,496            | 直列4気筒 DOHC 16バルブ VVT-iE                    | Super CVT-i      | 80 (109) / 6,000       | 136 (13.9) / 4,400         | 2WD車：2015年3月-           |                  |
| 2ZR-FAE型               | 1,797            | 直列4気筒 DOHC 16バルブ Dual VVT-i バルブマチック | Super CVT-i      | 103 (140) / 6,200      | 172 (17.5) / 4,000         | 2012年5月-                  |                  |
| ハイブリッド            |                  |                                                   |                  |                        |                            |                             |                  |
| 1NZ-FXE型               | 1,496            | 直列4気筒 DOHC 16バルブ VVT-i ミラーサイクル      | 電気式無段変速機 | 54 (73) / 4,800        | 111 (11.3) / 3,600 - 4,400 | 2013年8月-                  |                  |
| 1LM型                   | -                | 交流同期電動機                                    | 電気式無段変速機 | 45 (61)                | 169 (17.2)                 | 2013年8月-                  |                  |
| システム最高出力        | -                | -                                                 | 電気式無段変速機 | 73 (99)                | -                          | 2013年8月-                  |                  |

### 安全装備・快適装備
装備面では「1.5X」を除く全車に標準装備のオートエアコンに「ナノイー」を搭載、ドアミラースイッチ照明や室内ランプオートカットシステムも備えた。安全面も強化されており、VSC&TRC、6個のSRSエアバッグ、プリテンショナー&フォースリミッター機構付（前席・後左右席）3点式シートベルト、WILコンセプトシートを標準装備する（「1.5X」に設定の"ビジネスパッケージ"ではSRSエアバッグが運転席・助手席の2個のみに減らされ、3点式シートベルトのプリテンショナー&フォースリミッター機構が前席のみとなる）。バックドアはトヨタ車初の樹脂製となったことで従来比で2.5kg（約10%）軽量化されている。また、この代よりスペアタイヤは全車メーカーオプション扱いとなった。スペアタイヤが装備されない場合、パンク対策用タイヤ修理キットがラゲッジルームの底部に搭載される。
2015年のマイナーチェンジにて「Toyota Safety Sense C」が用意された。これはトヨタ車では初となるレーザーレーダーとカメラを組み合わせて高い認識性能と信頼性を両立し、衝突回避支援型プリクラッシュセーフティ（PCS）・レーンディパーチャーアラート（LDA）・オートマチックハイビーム（AHB）をパッケージ化したものである。このうち、プリクラッシュセーフティは2021年の改良で歩行者（昼）検知機能付衝突回避支援タイプに変更しており、同時にコンライトが全車に標準装備された。各グレードにおける設定としては「1.5X（「ビジネスパッケージ」を含む）」と「HYBRID」にメーカーオプション設定、それ以外のグレードは標準装備した。併せて、シフト操作時における急発進を抑制するドライブスタートコントロールや緊急ブレーキシグナルを全車標準装備して安全面を強化した。
2017年のマイナーチェンジではインテリジェントクリアランスソナー（パーキングサポートブレーキ）が新たに採用され、「1.5X（「ビジネスパッケージ」を含む）」と「1.5G」に設定の5MT車を除く全グレードにオプション設定。また、「Toyota Safety Sense C」は「1.5X（「ビジネスパッケージ」を含む）」と「HYBRID」にも標準装備化された。さらに、「W×B」に標準装備されているスマートエントリー&スタートシステムを「1.8S」と「HYBRID G」にも拡大して標準装備、「1.5G」にメーカーオプション設定され、クルーズコントロールを「HYBRID G」と「HYBRID G"W×B"」に標準装備された。

### ハイブリッド車
デビュー翌年にはハイブリッド車（型式・NKE165G）も発売された。ハイブリッドシステムは3代目プリウスやアクア、さらに同時発表されたカローラアクシオハイブリッド（以下「アクシオHV」）などと同様、「リダクション機構付THS-II」が採用され、JC08モードで33.8km/Lの低燃費を実現している（平成27年度燃費基準+20%達成）。メカニズムもアクアとほぼ同一である。ただしメーターパネルはプリウスやアクアなどのデジタル式のスピードメーターに対し、当車ではタコメーター付のアナログ式のスピードメーターが用いられる。
ハイブリッド化に伴い、ボディの後方部分のスポット溶接の箇所を最大52か所に増やしてボディ剛性を強化し、乗り心地や静粛性を向上させた。外観においてもカローラシリーズ専用のNCVエンブレムにシナジーブルーが施され、メッキを施した専用フロントグリルを採用することで非ハイブリッド車と差別化、ボディカラーも非ハイブリッド車と同一のラインナップに加え、ハイブリッド専用色として「ホワイトパールクリスタルシャイン（オプションカラー）」と新色の「ライトブルーメタリック」も用意される。
なお、トヨタブランドにおけるステーションワゴン型ハイブリッドカーはプリウスαに次いで2車種目になるが、プリウスαは3ナンバーとなっているため、5ナンバーのステーションワゴン型ハイブリッドカーの導入はトヨタブランドで初となった。

### 年表
- 2012年
  - 5月11日 - アクシオとともにフルモデルチェンジ（1.5L・2WD・CVT車は少し遅れて6月11日販売開始）。
    - キャッチフレーズは「コレカラカローラ」で、CMキャラクターは小栗旬。国内目標月間販売台数は4,000台（アクシオは同3,000台）。

  - 11月28日 - 2012年度自動車アセスメント（2012年5月販売型）（JNCAP）において、「JNCAP新・安全性能総合評価ファイブスター賞」を獲得。2011年度から導入された新・安全性能総合評価に基づく同賞で、排気量1500cc以下の小型ステーションワゴンでの受賞は、当車種が初となる[6]。
  - 12月17日 - 「1.5G」および「1.8S」をベースとした特別仕様車「1.5G"AEROTOURER・W×B（ダブル バイ ビー[注釈 7]）"」および「1.8S"AEROTOURER・W×B"」を発売。
    - 「AEROTOURER」の装備に加え、アルミホイールにはダークメタリック塗装を、フロントグリルとプロジェクター式ディスチャージヘッドランプにダークスモークをそれぞれ採用。センタークラスター、シフトノブ、パワーウインドウスイッチベースにピアノブラック加飾を施し、シート表皮と本革巻き3本スポークステアリングホイールにホワイトステッチを、シートベルトをホワイト化。
- 2013年8月6日 - ハイブリッド車を追加発売。同時にCMキャラクターを木村拓哉に変更。CMソングはドゥービー・ブラザーズの『ホワット・ア・フール・ビリーヴス』。ハイブリッド車の国内目標月間販売台数は1,500台を目標としている。
  - グレード体系は「HYBRID」と「HYBRID G」の2グレードが基本となり、「HYBRID G」にはエアロ仕様の「AEROTOURER」が設定されるほか、2012年12月に発売した特別仕様車「AEROTOURER・W×B」にも、ハイブリッド車の「HYBRID G"AEROTOURER・W×B"」が設定された。
- 2015年
  - 3月30日 - マイナーチェンジ（同年4月1日販売開始）[7]。
    - キャッチフレーズは「ドライブは、スポーツだ。」で、CMキャラクターは木村拓哉、石川さゆり、加藤ミリヤ、清水翔太、細野晴臣、矢野顕子、OKAMOTO'S、PUFFY。
    - 外観は「スポーティ」をテーマに、ロアグリルを大型の台形形状に変更し、横バーを配したことでトヨタ車のフロントデザインである「アンダープライオリティ」を表現するとともに、アッパーグリルからヘッドランプへ連続したメッキ加飾を施し、リアはコンビネーションランプの形状を変更した。「AEROTOURER」はフロントロアグリルにドットパターンを採用し、リアにロアガーニッシュを施した。内装は「1.8S」と「HYBRID G」のステアリングホイールやシフトノブの本革巻きにスムースシボを採用。CVT車は運転席にフットレストを標準装備した。ボディカラーには「オレンジメタリック」を追加した。
    - グレード体系も一部変更し、特別仕様車として発売されていた「AEROTOURER・W×B」は外内装デザインの変更、LEDクリアランスランプの追加装備、専用ボディカラー「クールボルドーガラスフレーク（オプションカラー）」の設定を行い、「W×B」としてカタロググレードに昇格。併せて、「1.8S"AEROTOURER"」を廃止した。
    - 2015年7月〜2017年3月まではシエンタがフルモデルチェンジし、宮城県のトヨタ自動車東日本大衡工場で生産されることとなったため、フィールダーの生産は岩手県のトヨタ自動車東日本金ケ崎工場へ移管。2017年4月からは再びトヨタ自動車東日本大衝工場での生産に戻した。

  - 10月 - 仕様変更。カタロググレードのボディカラーにおいて、従来はハイブリッド車専用色だった「ホワイトパールクリスタルシャイン（オプションカラー）」がガソリン車でも設定が可能となった。
- 2016年5月10日 - カローラシリーズの生誕50周年を記念した特別仕様車「1.5G"+Red（プラスレッド）"」・「HYBRID G"+Red"」を発売[8]。
  - 「1.5G」・「HYBRID G」をベースに、フロントロアグリルを「AEROTOURER」と同じドットパターンに変更の上、赤のラインを配したほか、Bi-Beam LEDヘッドランプを特別装備。内装はフロントシートにファブリックと合成皮革のコンビ仕様としたスポーツシート（シート形状そのものは基本的に"W×B"シリーズと共通）を、シフトノブに本革巻きのピアノブラック加飾をそれぞれ採用するとともに、シート・センターコンソールボックス・ステアリングに赤のステッチを、サイドレジスターリングとメーターに赤の加飾をそれぞれ施した。ボディカラーは「ホワイトパールクリスタルシャイン」、「シルバーメタリック」、「ブラックマイカ」の3色が設定される。
- 2017年10月11日 - 2度目のマイナーチェンジ[9]。
  - CMソングはジャミロクワイ『ヴァーチャル・インサニティ』。
  - 外観はフロントバンパーやグリルを意匠変更し、内装は「1.5X」と「HYBRID」を除く全グレードの助手席インストルメントパネルにメッキ加飾が施された。ボディカラーは「スーパーレッドV」と「ライトブルーメタリック」が廃止され、従来は「W×B」専用色だった「クールボルドーガラスフレーク（オプションカラー）」が「1.5X」・「1.5G」・「HYBRID」・「HYBRID G」専用色に移行した。"W×B"は、外観はグリルをメッシュパターンに変更し、シルバー塗装を施したルーフモールを設定。内装はシート表皮が変更され、シートバックにはグレーのストライプ加飾を施した。ボディカラーは設定グレードが変更された「クールボルドーガラスフレーク（オプションカラー）」に替わり、新たに専用色（オプションカラー）の「ブラッキッシュアゲハガラスフレーク」と「センシュアルレッドマイカ」を追加し、4色展開となった。
  - ハイブリッド車は制御改良により燃費性能が向上され、34.4 km/L（JC08モード燃費）となった。なお、今回のマイナーチェンジで「1.5G"AEROTOURER"」と「HYBRID G"AEROTOURER"」が廃止され、エアロ仕様が"W×B"に一本化され、大洋州（ニュージーランド・オーストラリア）仕様の全車にも「Toyota Safety Sence C」が標準装備化された。
- 2018年4月 - 衝突回避支援パッケージの名称を「Toyota Safety Sense C」から、「Toyota Safety Sense」に変更している[10]（公式発表無し）。
- 2019年
  - 8月 - 大洋州向け仕様の輸出を完了。
  - 8月27日 - 仕様変更（同年9月2日発売）。
    - カローラツーリング（12代目カローラのワゴンモデル）の国内販売開始に伴い、ラインアップを1.5Lガソリン車の「EX」とハイブリッド車の「HYBRID EX」の2グレードに整理（カローラアクシオと共通化）。ボディカラーはスーパーホワイトII、シルバーメタリック、ブラックマイカ、ブルーメタリックの全4色のカラーバリエーションに整理。
    - これに伴い、1.5 Lガソリン車は全てタコメーターの標準装備が廃止され、「EX」の5MT車を除きインテリジェントクリアランスソナー、およびマルチインフォメーションディスプレイ付き3眼メーターとセットでメーカーオプションとして設定されるなど、事実上、装備の簡略化・厳選化に伴うコストダウンが図られ、2代目アクシオの「1.5EX」、および同2代目アクシオの「1.3/1.5X」系グレードのメーターパネルの意匠に準拠した形となり、かつての（E100G型）カローラアシスタワゴン/スプリンタービジネスワゴンやプロボックスワゴン/サクシードワゴンにも通じるビジネスワゴンらしさが強調されたコンセプトとなった。
- 2020年
  - 5月1日（補足） - 東京都を除く全ての地域での全車種併売化に伴い、トヨタ店、トヨペット店、ネッツトヨタ多摩・ネッツトヨタ東都を除くネッツ店での販売が開始された。
  - 9月 - 仕様変更（公式発表なし）。WLTCモード走行による排出ガス並びに燃料消費率（「EX」の2WD・CVT車と「HYBRID EX」はJC08モードによる燃料消費率も併記）に対応し、「HYBRID EX」は「平成30年排出ガス基準75%低減レベル（☆☆☆☆☆）」認定、「EX」の2WD・CVT車は「同50%低減レベル（☆☆☆☆）」認定をそれぞれ取得。なお、JC08モードによる燃料消費率が低下したため、「HYBRID EX」は「2020年度燃費基準+40%達成」となった。また、ボディカラーはブルーメタリックをダークブルーマイカメタリックに変更した。
- 2021年9月6日 - 一部改良[11]。
  - なお、2015年3月のマイナーチェンジモデル以降から2021年9月の一部改良モデルの前までのプリクラッシュセーフティ装着車においては、「プリクラッシュセーフティ 昼間の歩行者検知機能追加キット」にてソフトウェアのアップグレードが可能になったことも発表された。
  - 「HYBRID EX」は左右サイドフェンダーに装着されていた「HYBRID」エンブレムが廃止された。
- 2022年8月22日 - 一部改良[12]。
  - ヘッドランプがプロジェクター式LED（ブラックベゼル・マニュアルレベリング機能付）に変更され、パーキングブレーキの右隣にアクセサリーソケットを備えた横トレイとコンソール上部に充電用USB端子（Type-C/1個）を追加。「ナノイーX」を全車に標準装備（マニュアルエアコンへの「ナノイーX」の搭載はトヨタ車初）し、内装をブラックのファブリックに刷新する一方でリヤセンターアームレストは廃止となった。
- 2024年
  - 3月1日 - 一部改良（公式発表なし）[13]。HEV車とガソリンCVT車にインテリジェントクリアランスソナーを、ガソリンMT車にバックモニター内蔵自動防眩式ルームミラーを標準装備した。これに伴いガソリンCVT車は3眼メーター(タコメーター＆マルチインフォメーションディスプレイ付き)も標準装備となった。また、HEV車のエンブレムがこれまでの「HYBRID SYNERGY DRIVE」から5代目プリウス以降の車種に採用されている「（Beyond Zeroマーク）HEV」に変更になった。
  - 6月3日 - 国土交通省は、カローラフィールダーの「型式指定」を巡り不正行為が見つかったとして、安全性が基準に適合しているか確認できるまで出荷停止を指示した[14]。
  - 6月5日 - トヨタ自動車が、認証不正に伴い、カローラフィールダーを含む3車種の生産を同月6～28日の間、停止すると明らかにした[15]。その後生産停止期間が延長されたが9月2日から生産を再開[16]。
- 2025年
  - 2月15日 - カローラアクシオ、カローラフィールダー、ならびにトヨタ教習車を同年10月末をもって生産終了すると発表[17]。

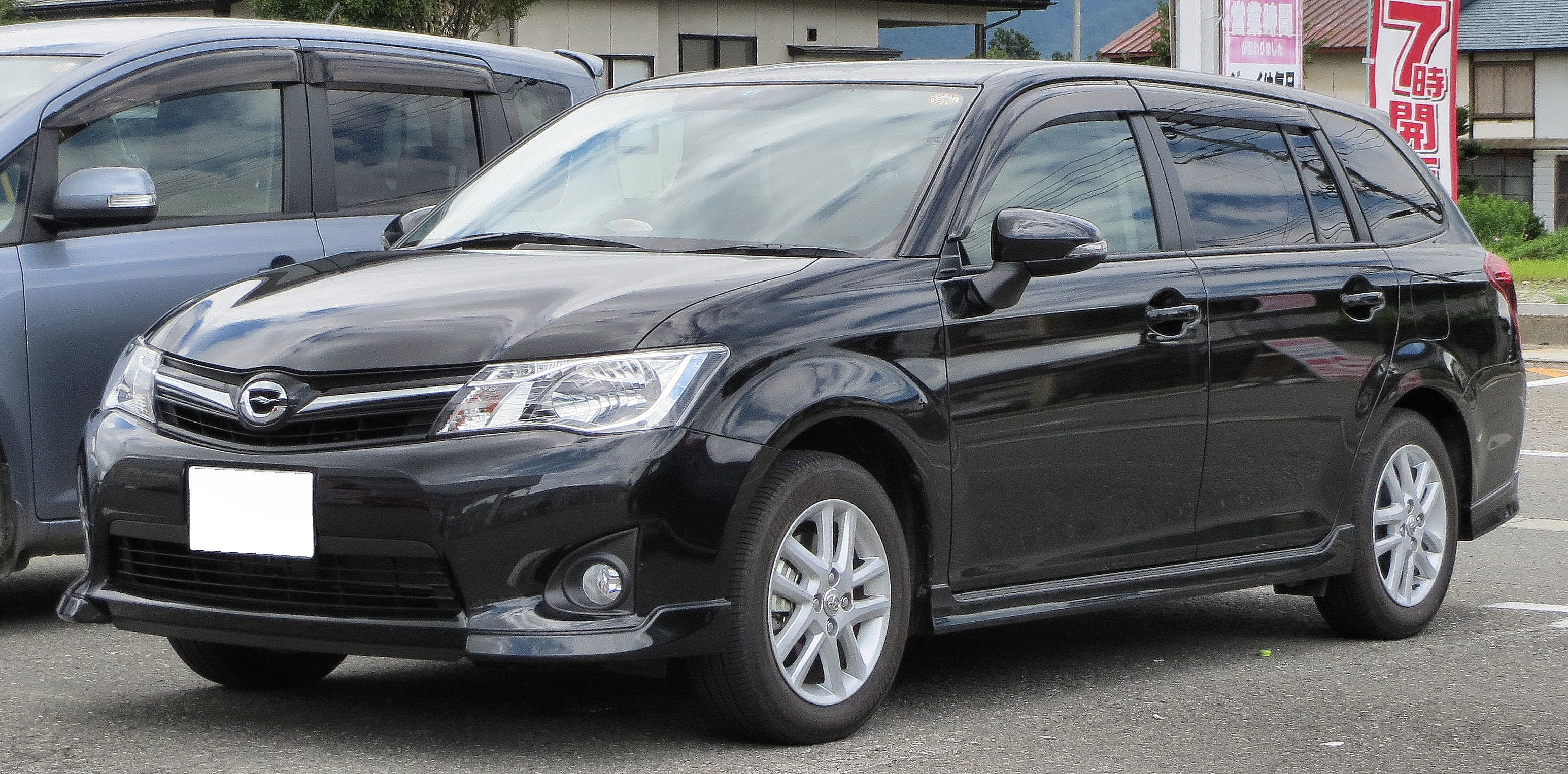
2012年5月初期型 1.5G エアロツアラー 前
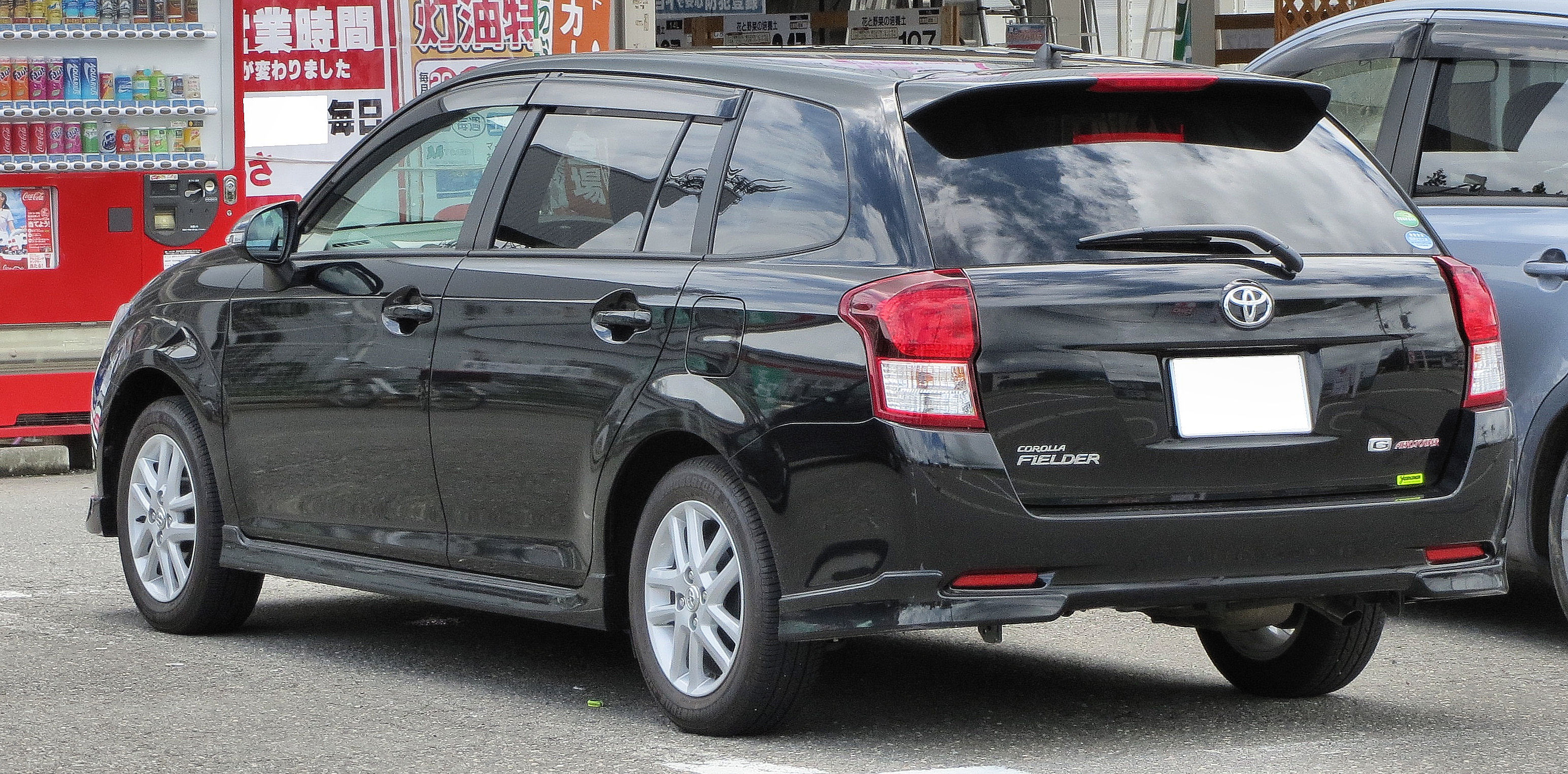
2012年5月初期型 1.5 G エアロツアラー 後
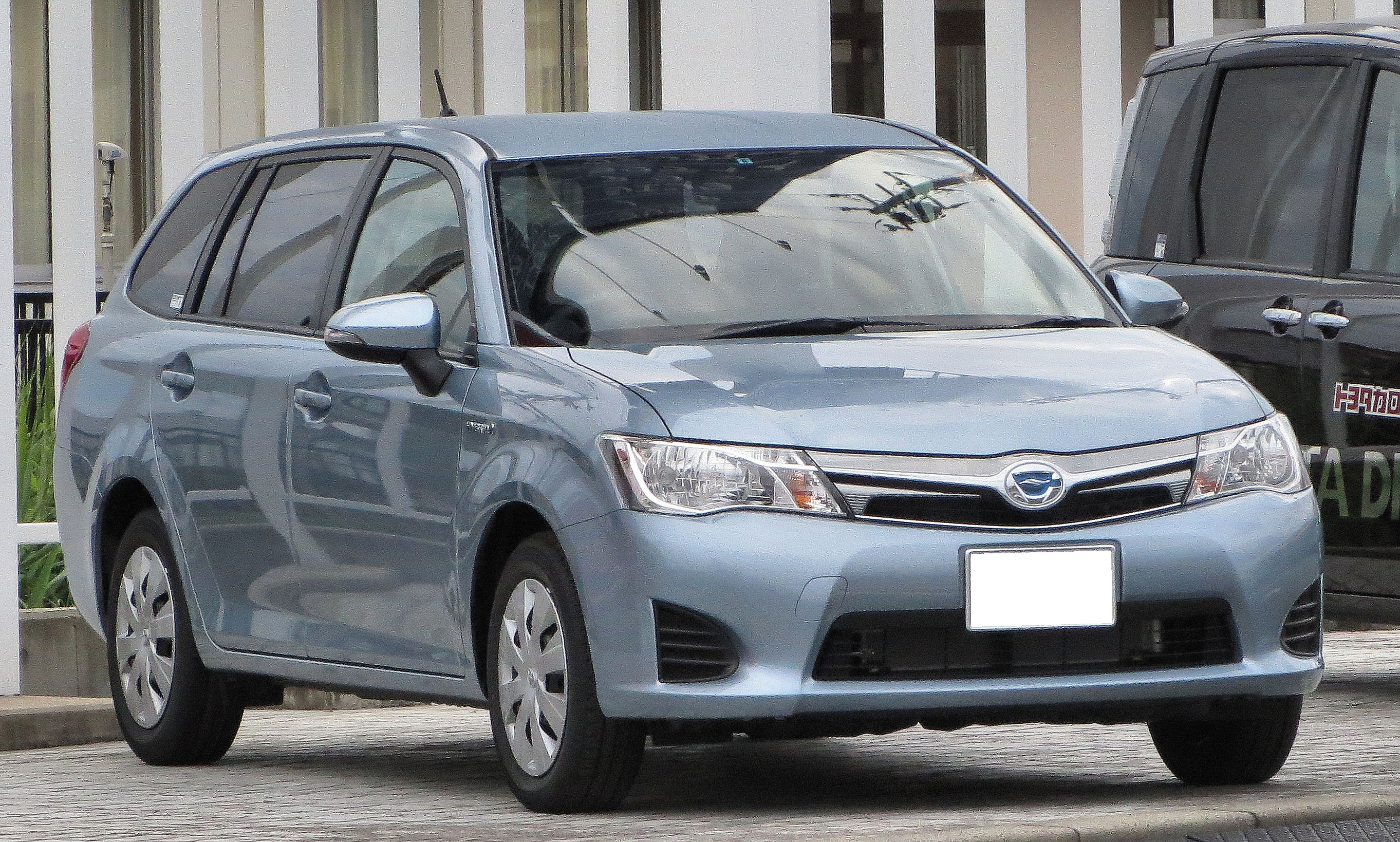
2013年8月初期型 HYBRID 前
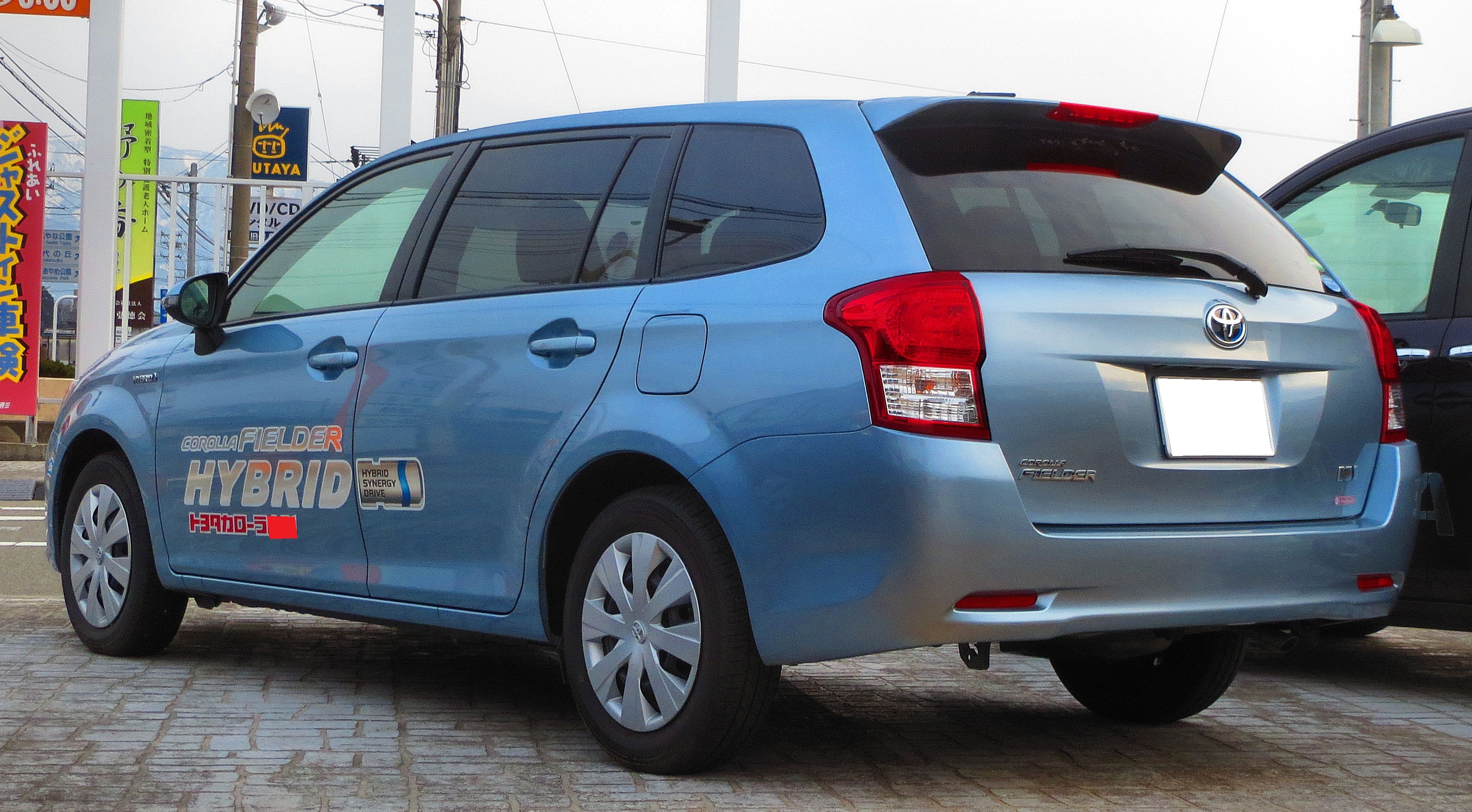
2013年8月初期型 HYBRID 後
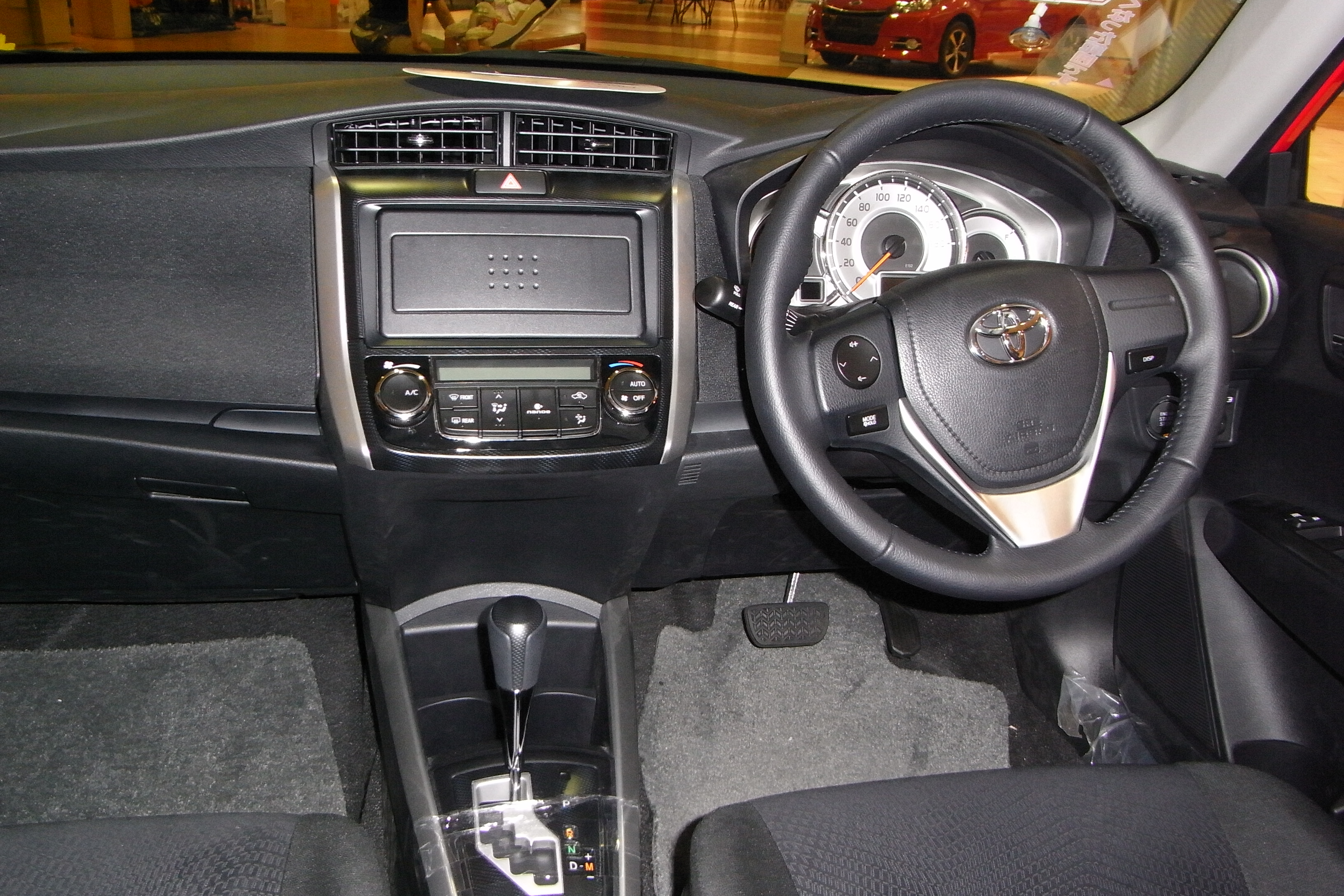
2012年5月初期型 1.8 S 内装

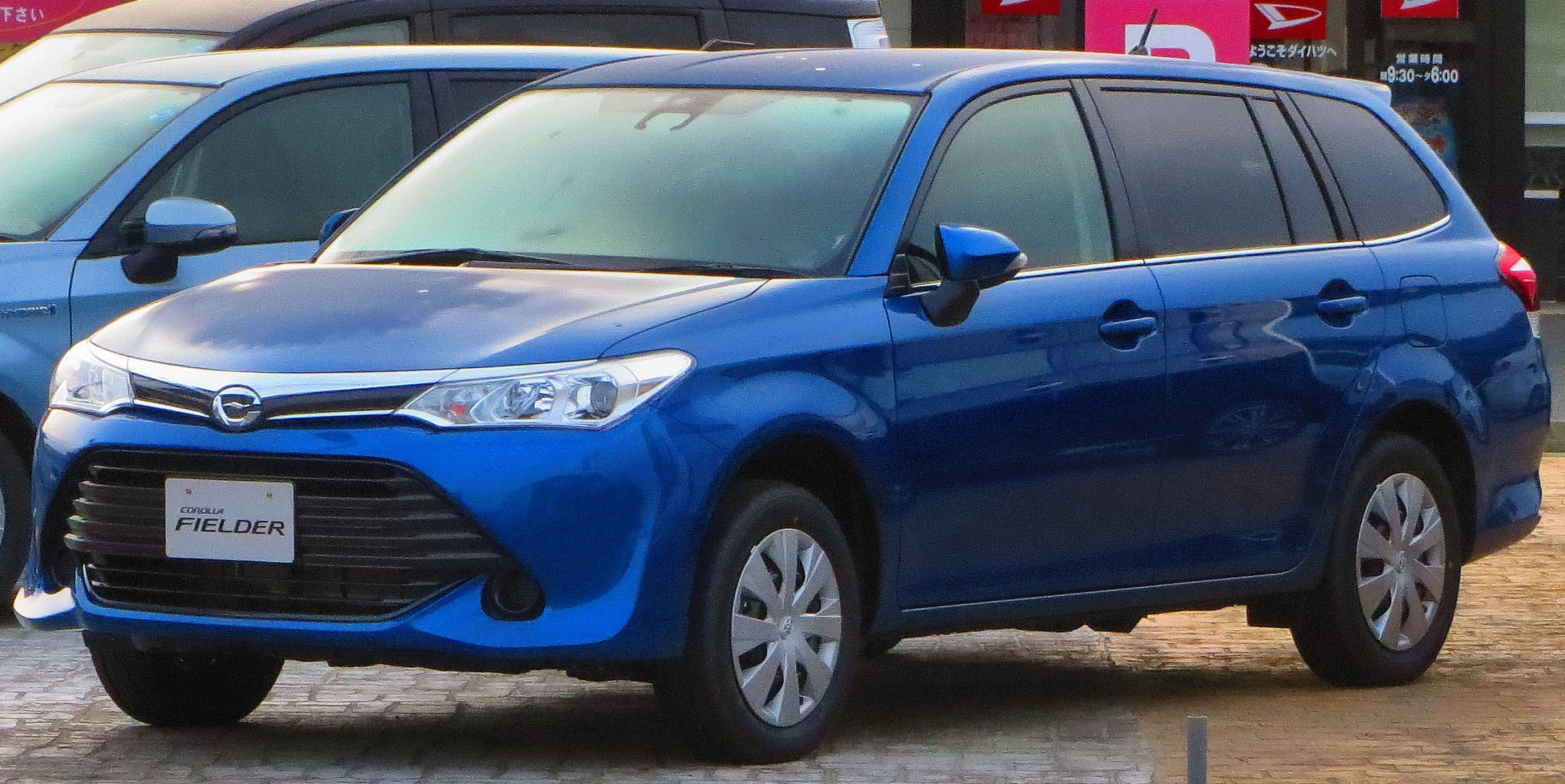
2015年3月改良型 1.5 X 4WD 前
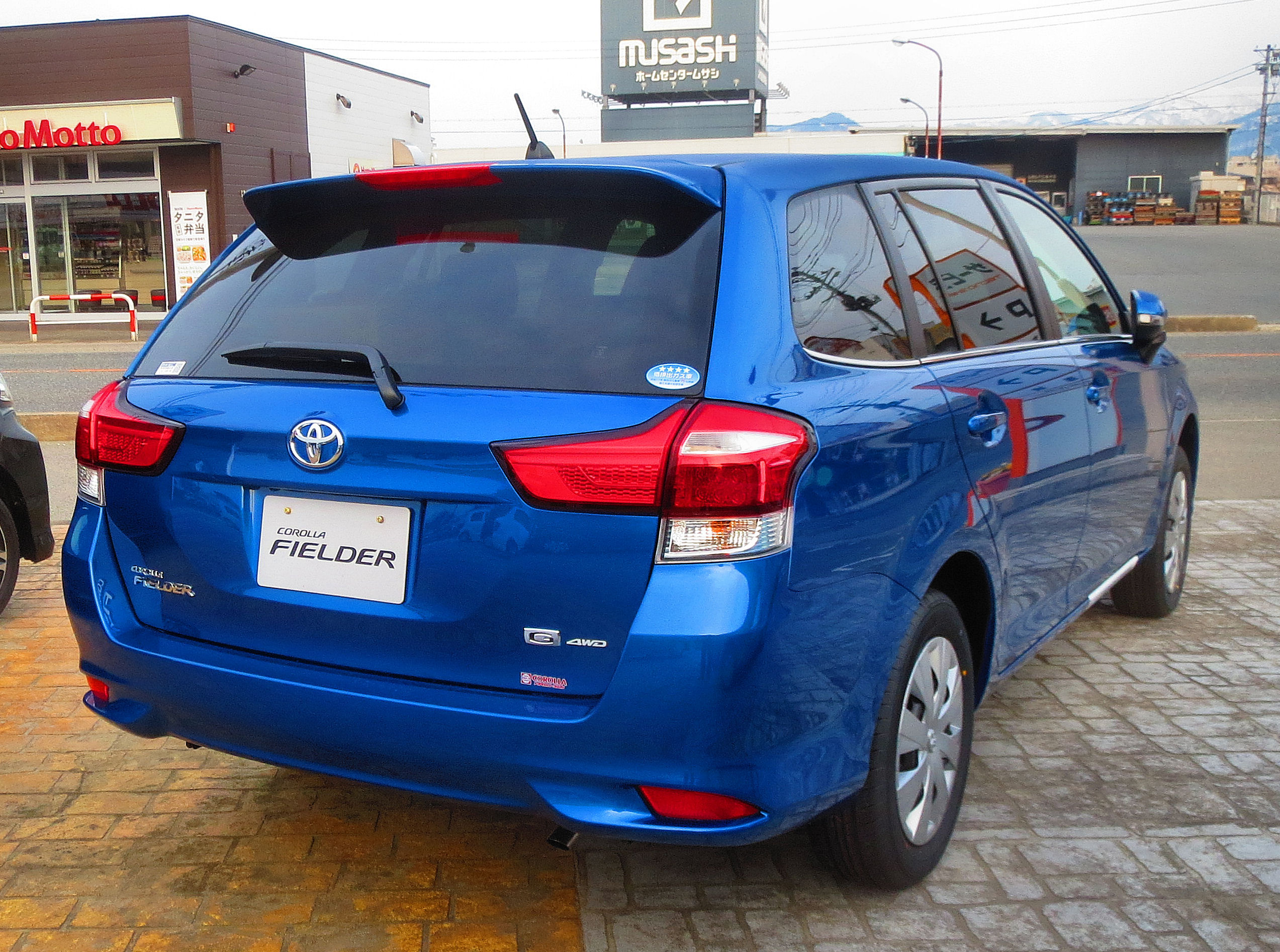
2015年3月改良型 1.5 X 4WD 後
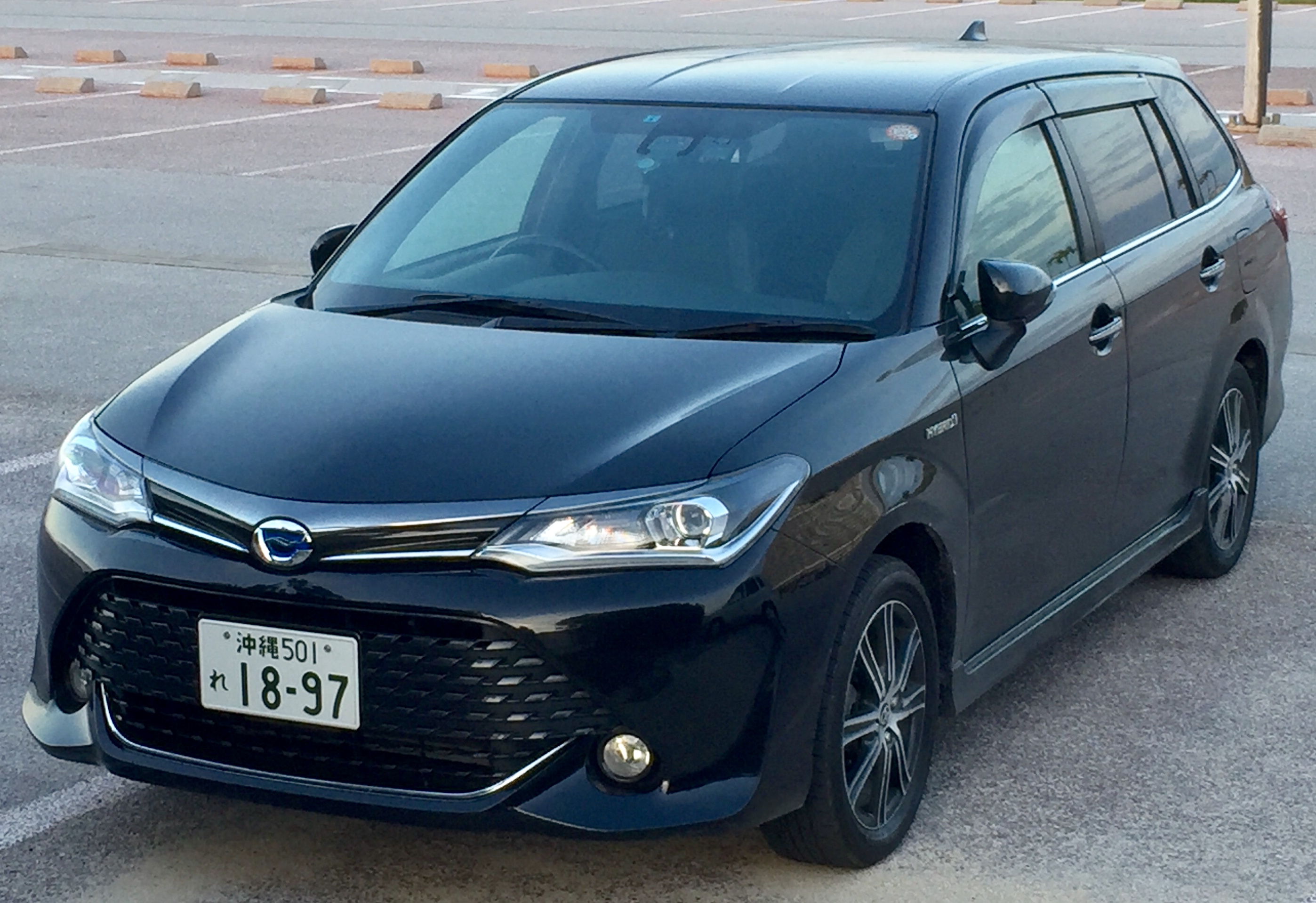
2015年3月改良型 HYBRID G "W×B" 前
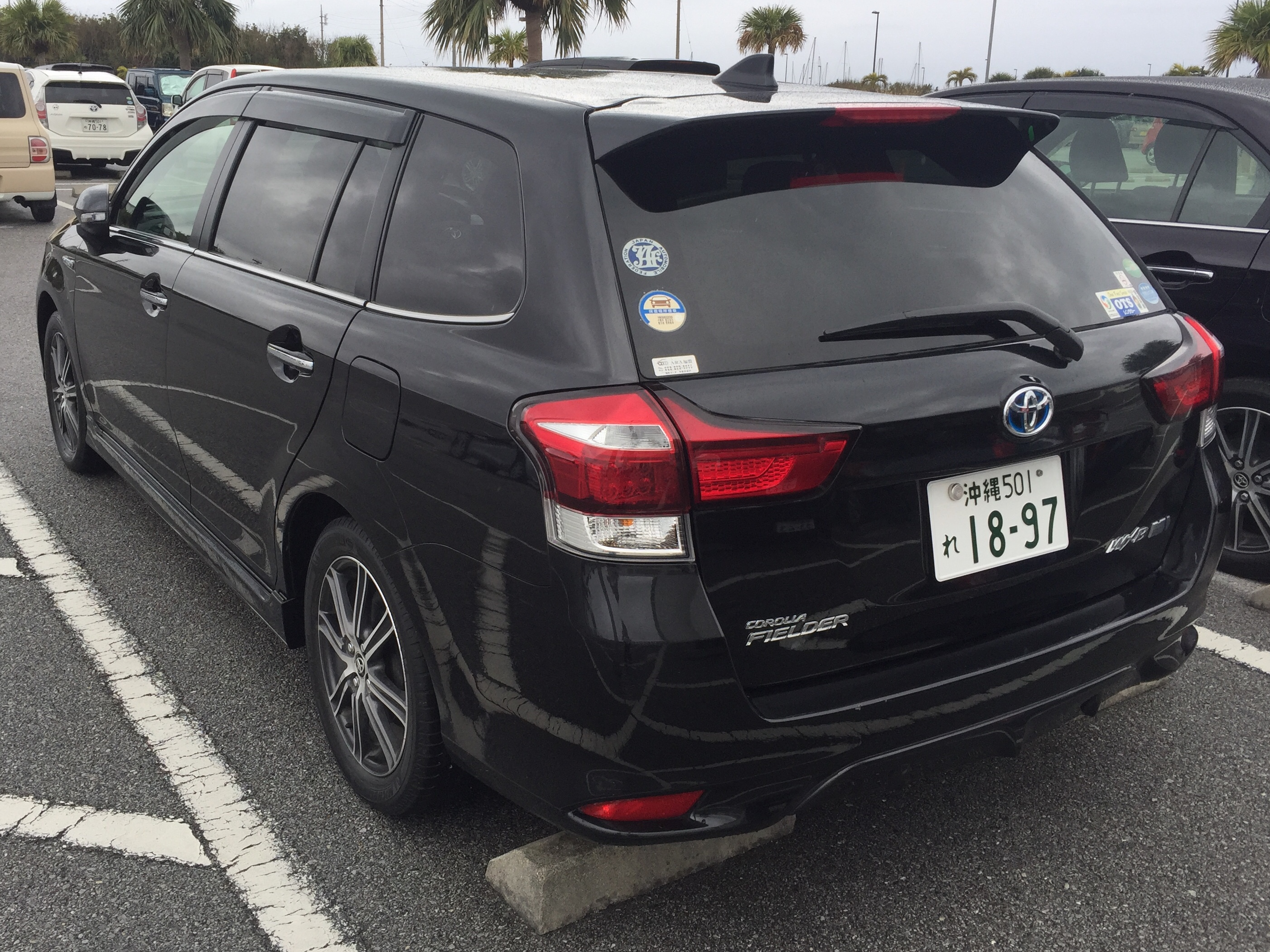
2015年3月改良型 HYBRID G "W×B" 後

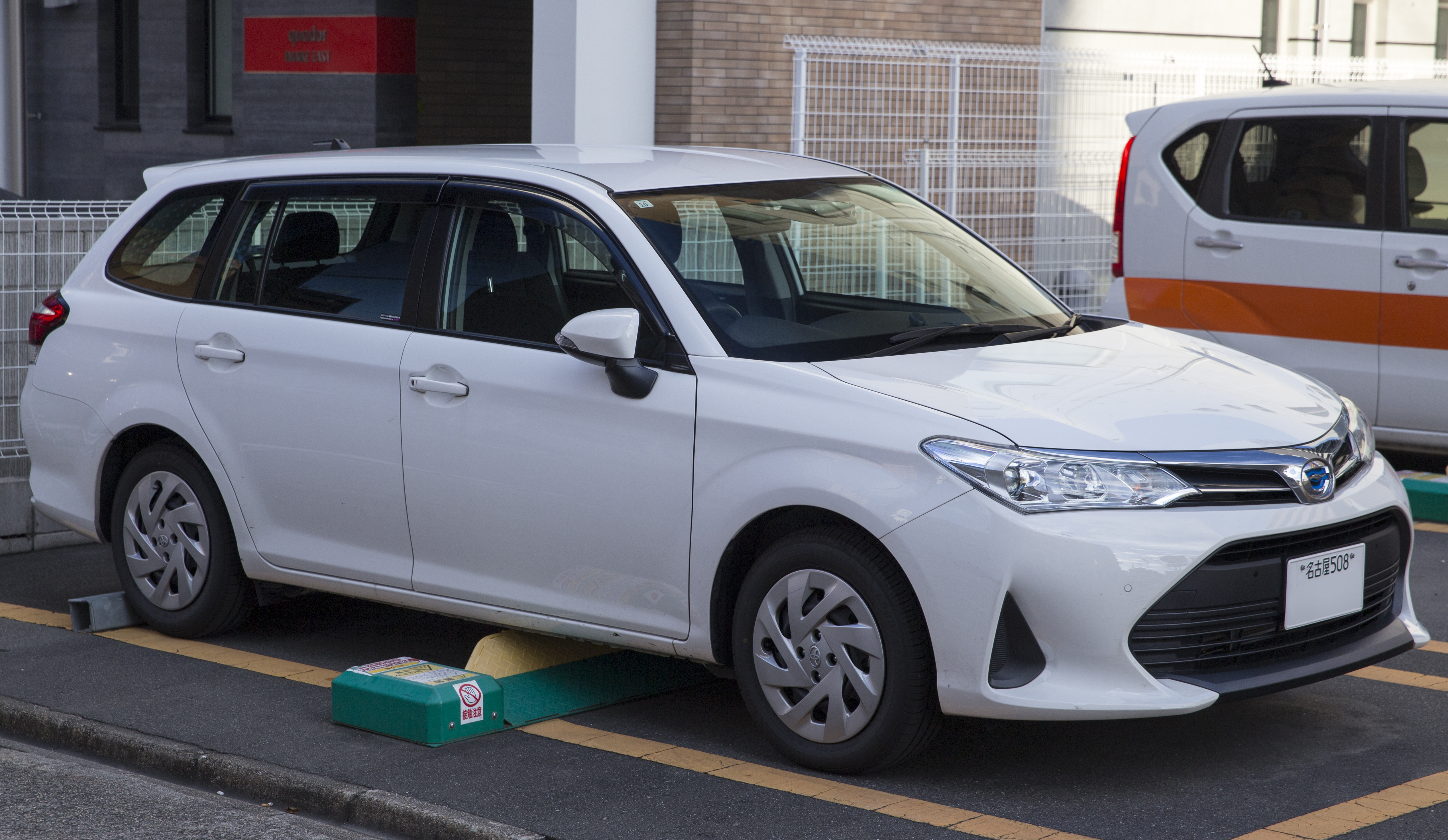
2017年10月改良型 HYBRID EX 前
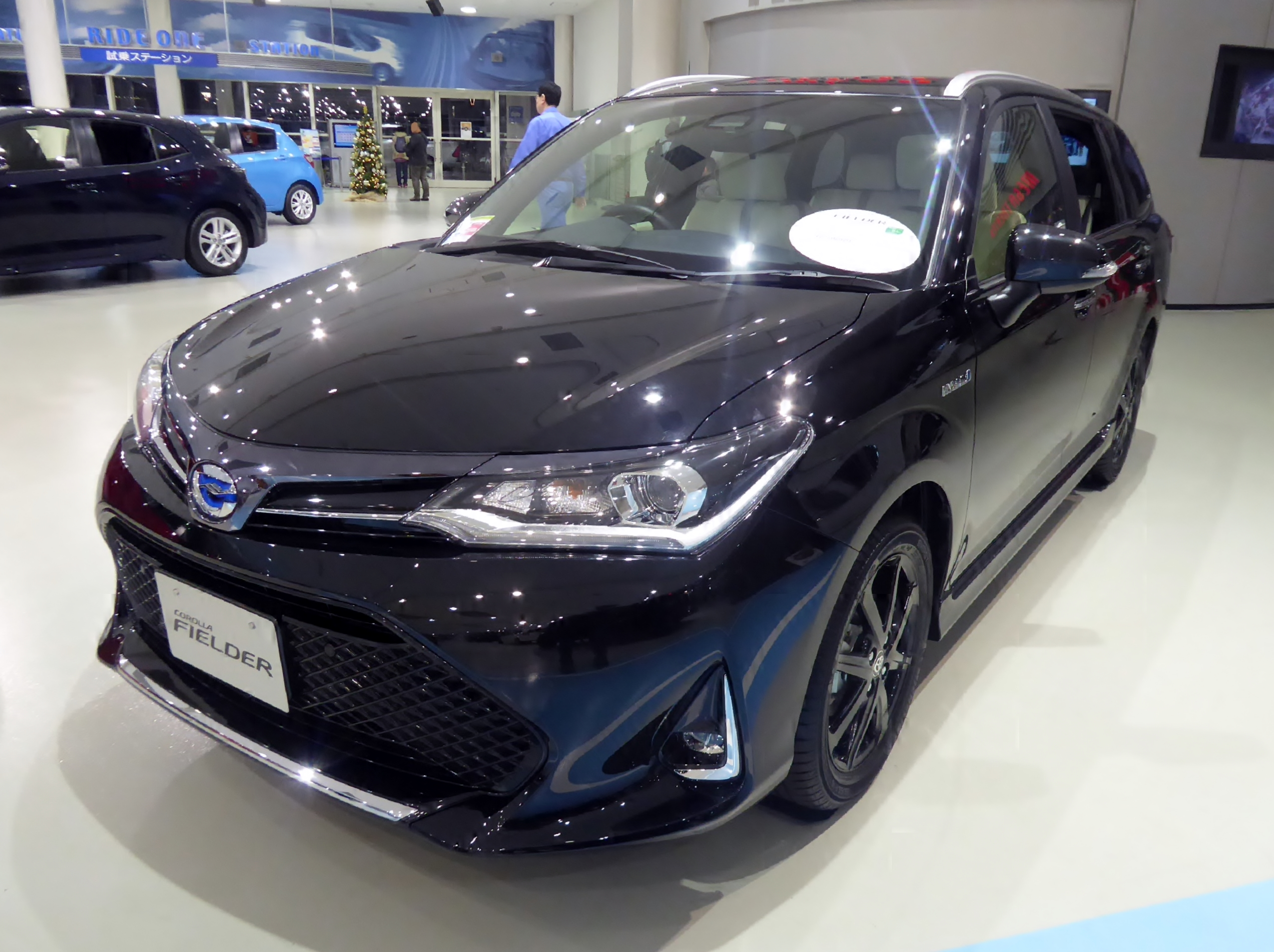
2017年10月改良型 1.5G "W×B" 前
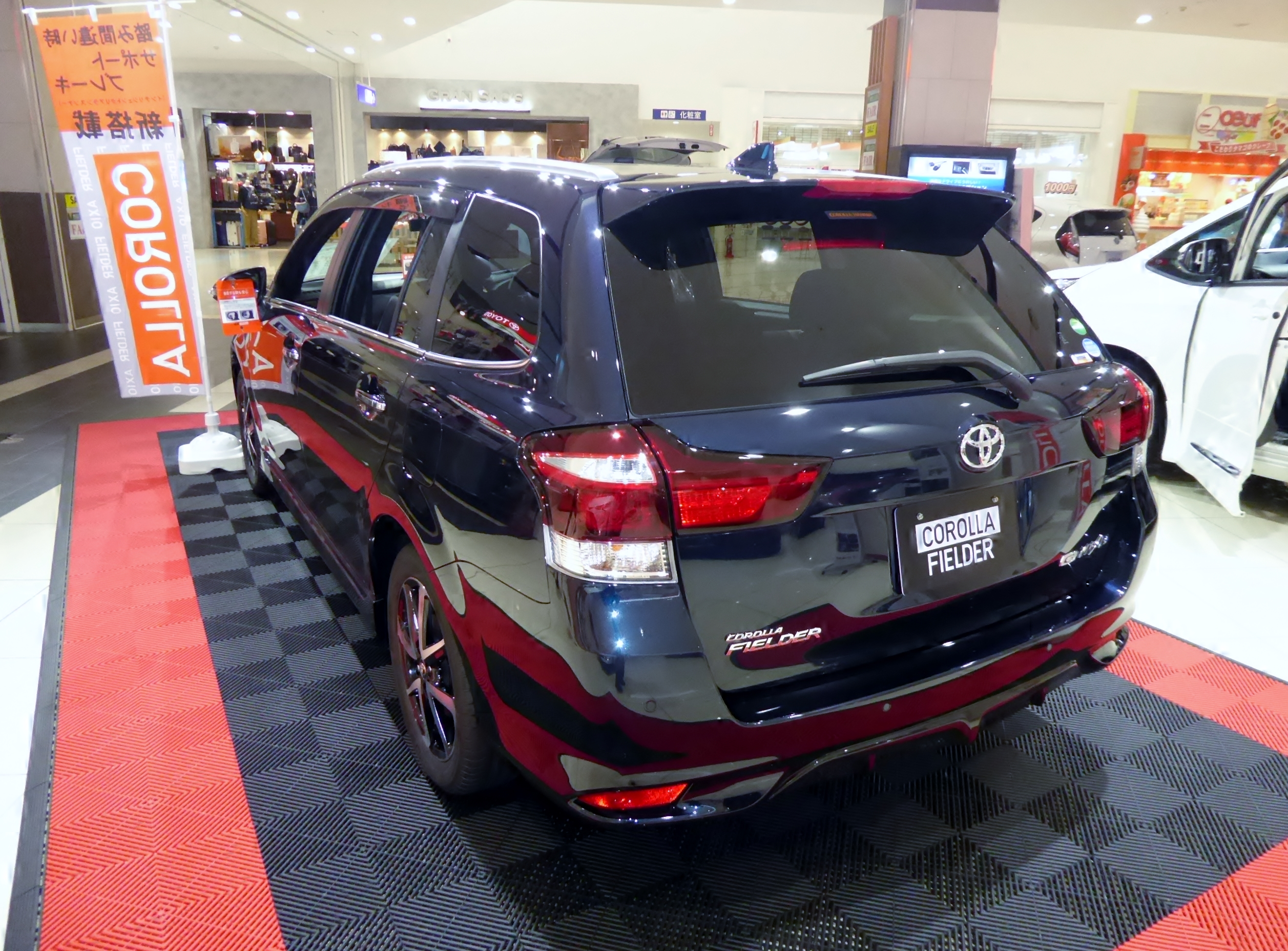
2017年10月改良型 1.5G "W×B" 後
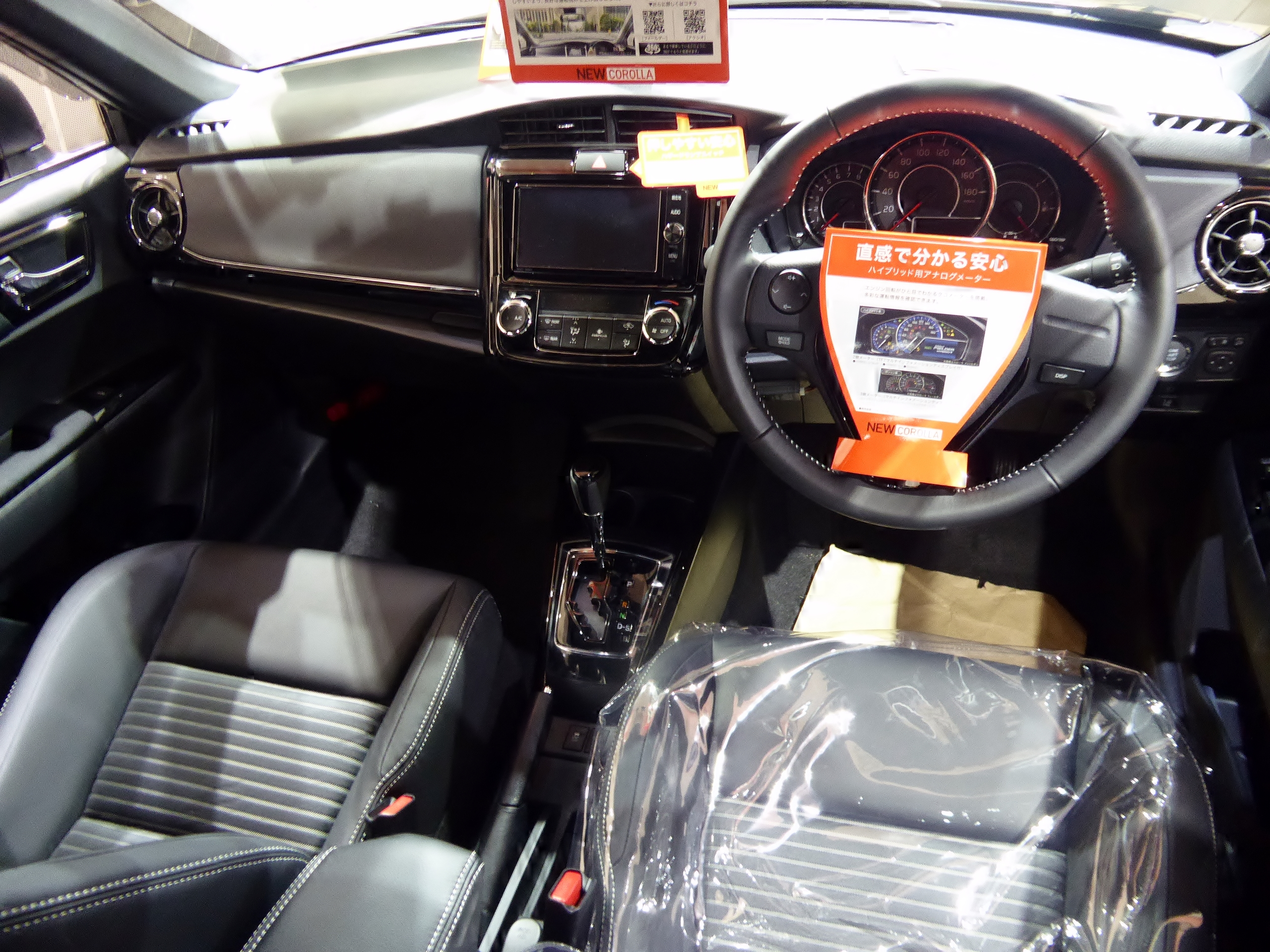
2017年10月改良型 1.5G "W×B" 内装

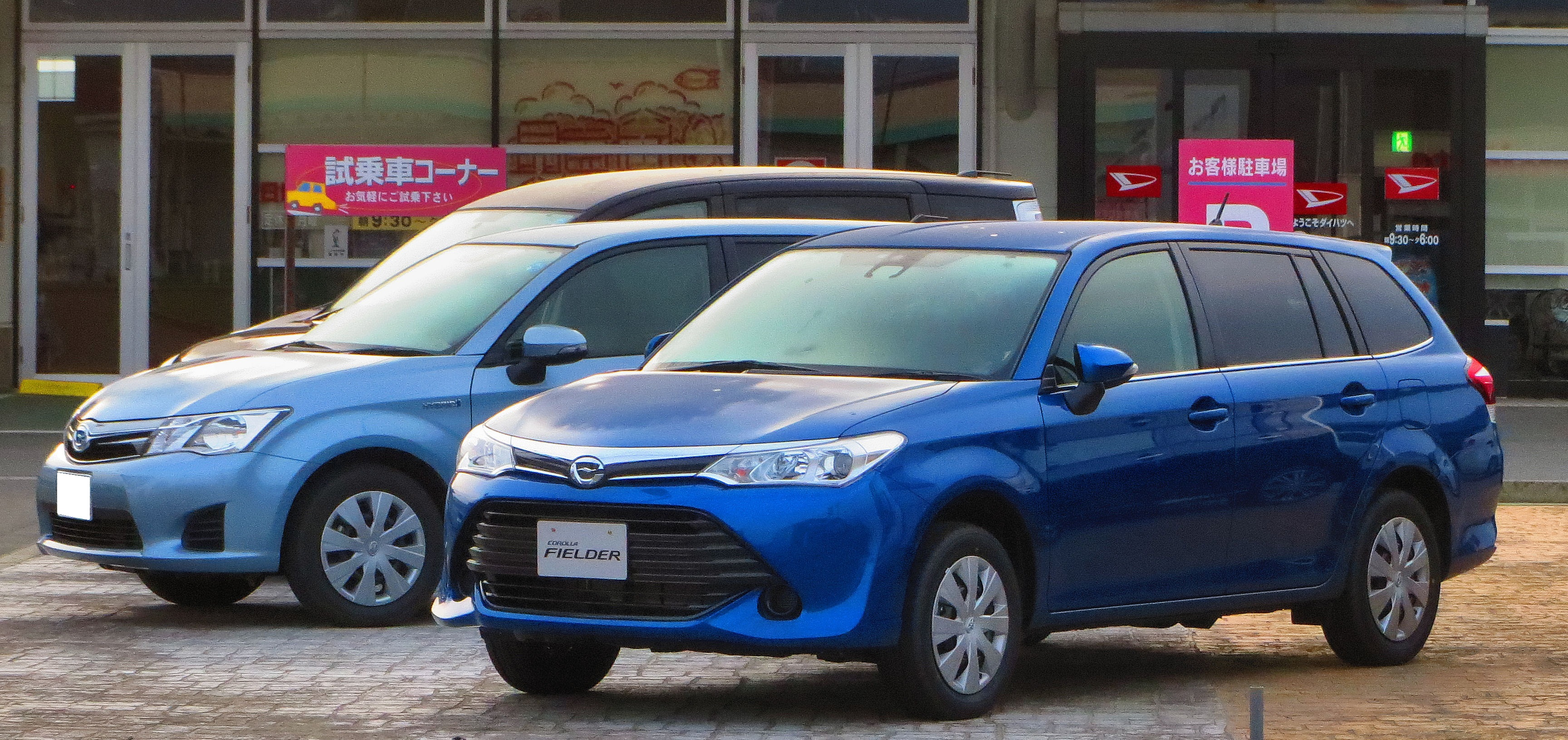
（左）2013年8月初期型 HYBRID （右）2015年3月改良型 X 4WD 前
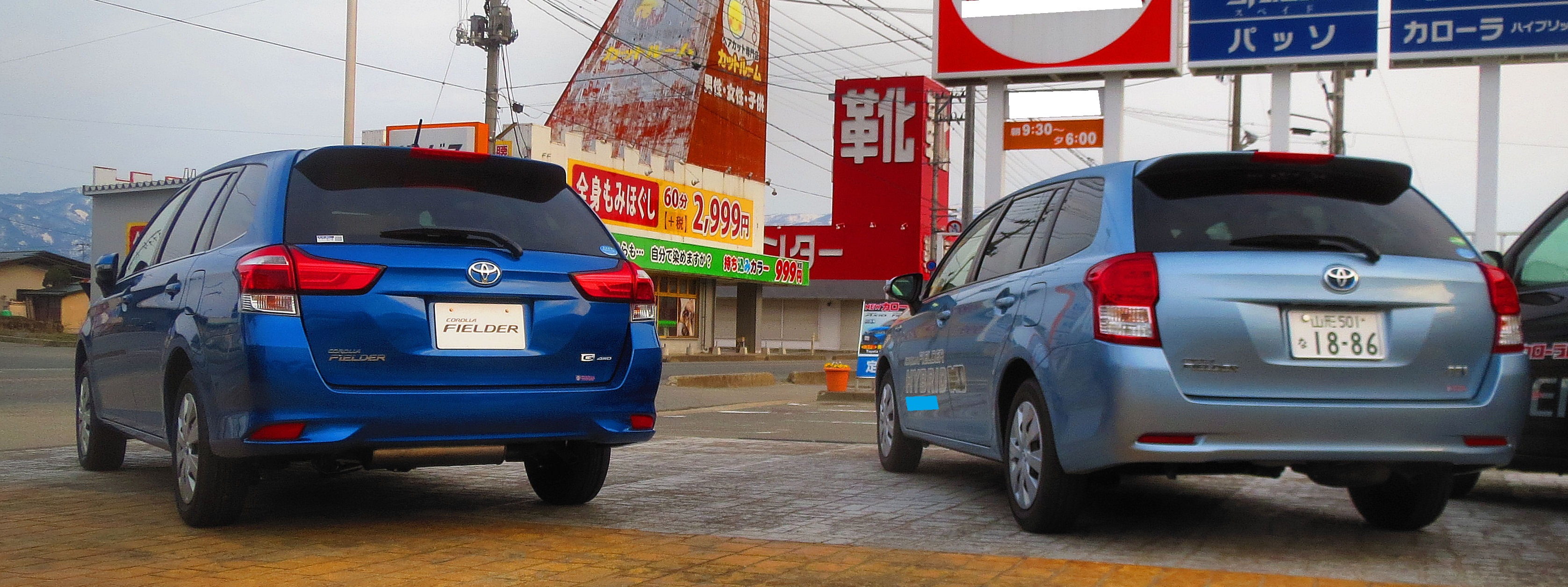
（右）2013年8月初期型 HYBRID （左）2015年3月改良型 X 4WD 後

## 2020年4月30日までの取扱い店
- トヨタカローラ店
  - 東京都では、以前はトヨタ東京カローラとトヨタ西東京カローラで取扱っていたが、2019年4月1日の販売チャネル制度廃止に伴い、全販売店（トヨタモビリティ東京、トヨタ西東京カローラ、ネッツ店系列のネッツトヨタ多摩とネッツトヨタ東都）で取り扱う。
  - 2020年4月1日に営業を開始した東かがわトヨタ自動車販売では2023年5月まで取り扱わなかった。

## 車名の由来
- COROLLA = ラテン語で「花の冠」という意味を持つ。
- FIELDER = フィールドに出て遊ぶ人（のためのクルマ）という意味の造語[18]。